# Zadar
Zadar (uttal: [ˈzadar], italienska: Zara, se även andra namn) är en stad och stadskommun i Kroatien. Zadars stadskommun har 75 062 (2011) invånare varav 71 471 i tätorten. Staden är den administrativa, kulturella och ekonomiska orten i Zadars län. Sett till invånarantalet är Zadar landskapet Dalmatiens näst största och Kroatiens femte största stad.
Zadar är en turist-, industri- och utbildningsort belägen vid Adriatiska havet i norra Dalmatien. Staden är Dalmatiens historiska huvudort med rötter från åtminstone 800-talet f.Kr., en av de äldsta kontinuerligt bebodda städerna i Kroatien. Zadar har under sin långa historia förvärvat åtskilliga byggnadsverk och kulturskatter. Stadens historiska defensiva system från 1500– och 1600-talet är sedan år 2017 upptaget på Unescos världsarvslista.

## Etymologi
Zadar grundades som en liburnisk bosättning på 900-talet f.v.t.. Liburnerna kallade staden Jader, Jadra och Jadera. Detta namn är troligtvis relaterat till en hydrografisk term myntad av ett förindoeuropeiskt medelhavsfolk som bebodde området innan liburnerna. De antika grekerna kallade staden Ίδασσα (Idassa) som troligtvis var en transkription av liburnernas benämning. På 100-talet f.v.t. hade Zadar intagits av romarna som kallade staden Iader och Iadera. På dalmatiska kallades staden Jadra och Jadera som genom en fonetisk omvandling (Ja → Za) uttalades Zadra och Zadera. Denna förändring återspeglas i det kroatiska namnet Zadar (på 1100-talet nedtecknat som Zader).
Det dalmatiska namnet Jadra och Jadera överfördes till andra språk och dialekter såsom Jatara och Zara (venetianska), Giara (tuskanska), Jadres (fornfranska), Jādhara (جاذَرة) och Jādara (جادَرة) (arabiska), Jazara, Jara och Sarra (katalanska). Det latinska namnet Iader och Iadera finns även nedtecknat som Diadora vilket troligtvis är en felaktig transkribering av "di Iadora" (från Iadora). Från och med det venetianska maktövertagandet år 1420 till och med Parisfreden år 1947 var det venetianska/italienska namnet Zara stadens officiella namn. Först därefter blev det kroatiska Zadar stadens officiella namn.

## Historia

### Förhistoria
Zadar-området har varit befolkat sedan förhistorisk tid. Arkeologiska fynd från yngre stenåldern som påträffats i stadsdelarna Arbanasi och Puntamika är de äldsta spåren av mänsklig existens i det område som faller under stadens jurisdiktion. Före illyrerna beboddes området av ett forntida medelhavsfolk med en förindoeuropeisk kultur. Denna kultur assimilerades med indoeuropéerna som bosatte sig i området på 3000–1000-talet f.v.t. Ur denna assimilation skapades senare en ny etnisk enhet – liburnerna. Zadar grundades av liburnerna och spår sina rötter från åtminstone 800-talet f.v.t.

### Antiken

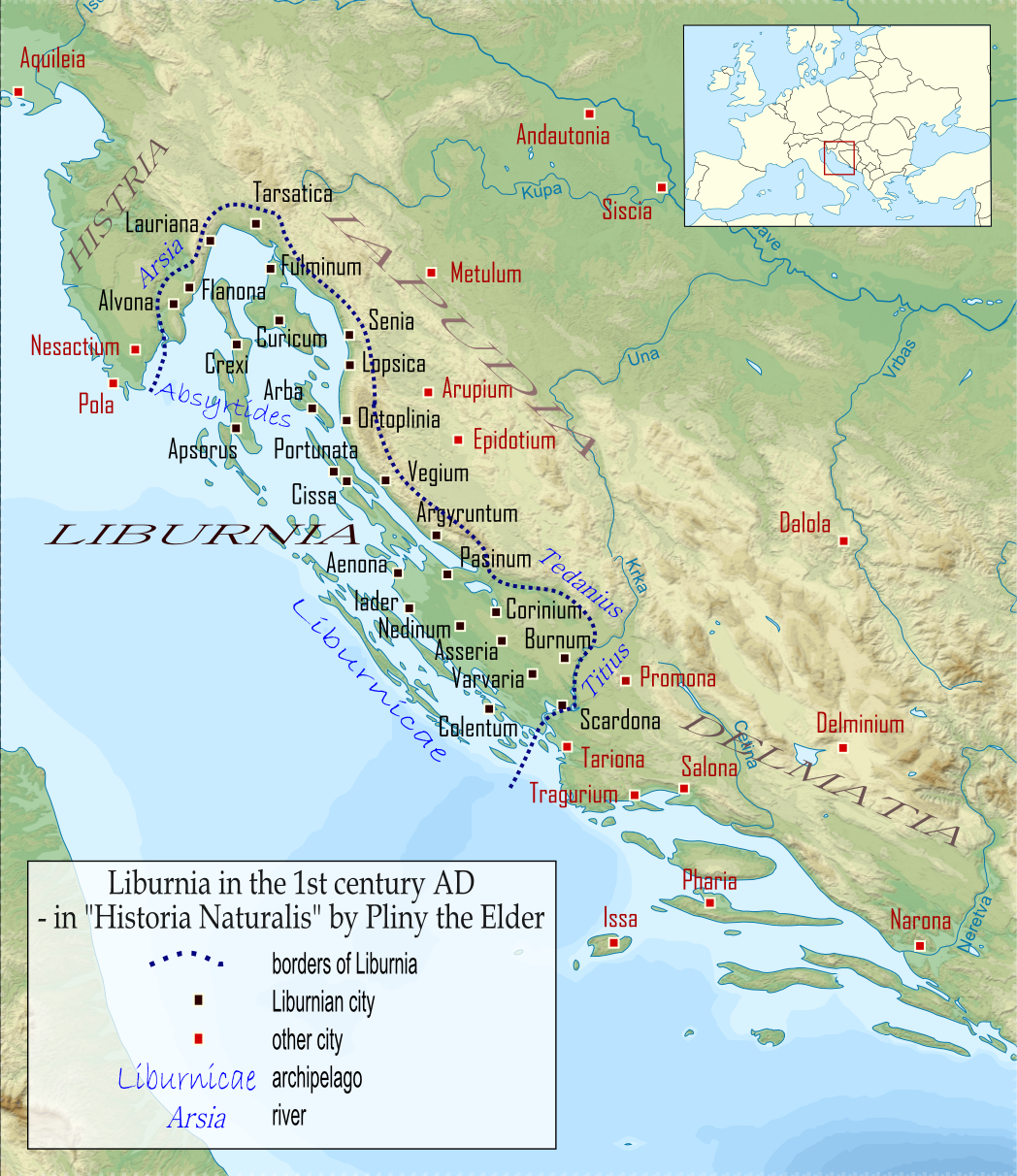
Karta som visar Zadar (Iader) och andra liburniska städer vid tiden för romarnas erövring av området.

Den illyriska folkstammen liburnerna var goda sjö- och köpmän och fick senare rykte om sig som sjörövare. På 600-talet f.v.t. hade Zadar blivit ett viktigt centrum för liburnernas handelsaktiviteter med fenicierna, etruskerna, de antika grekerna och andra medelhavsfolk. Det finns inga exakta uppgifter men stadens invånarantal uppskattas vid tiden ha uppgått till drygt 2 000 invånare. Från 800-talet till 500-talet f.v.t. fanns en viss kulturell gemenskap vid Adriatiska havet förenad under liburnisk överhöghet. Liburnernas ekonomiska och politiska auktoritet varade under flera århundraden och byggde på deras marina överhöghet. På grund av sitt geografiska läge utvecklades Zadar till huvudsäte för den liburniska talassokratin och innehade en ledande roll i liburnernas tetradekapolis – en politisk union bestående av 14 liburniska städer som var underkastade Scardona (Skradin).
Zadars invånare, på grekiska kallade Iadasinoi, omnämns för första gången på en grekisk inskription från år 384 f.v.t. funnen i Stari Grad (den dåtida grekiska kolonin Pharos) på ön Hvar. Inskriptionen berättar om ett stort sjöslag vid Pharos mellan Hvars lokalinvånare och grekiska kolonisatörer. Enligt inskriptionen var Zadars invånare allierade med Hvar-borna och ingick tillsammans med dem i en adriatisk koalition mot de grekiska kolonisatörerna. Inför det stora sjöslaget utgick 300 skepp och 10 000 män från Zadar för att belägra Pharos men slogs tillbaka av Dionysus flotta som anlänt till platsen från den grekiska kolonin Syrakousai (Syrakusa). Den grekiska segern möjliggjorde fortsatt grekisk kolonisation och expansion i Adriatiska havet.
Under 200-talet f.v.t. började romarna gradvis att inta det östadriatiska området och ansluta de nya territorierna till Romerska riket (se Illyriska krigen). Liburnerna och romarna var inledningsvis konkurrenter och fiender i Adriatiska havet men för att skydda sina sjö- och handelsförbindelser intog liburnerna en passiv roll under flera årtionden av krig mellan romarna och andra illyriska folkstammar. Romarna kallade territoriet öster om Adriatiska havet för Illyricum. I samband med romarnas expansion var Illyricum först ett romersk protektorat för att senare inlemmas i riket som romersk provins. Det var dock först i mitten av 100-talet f.v.t. som romarna befäste makten i det liburniska området.
År 49 f.v.t. drogs den liburniska flottan in i det romerska inbördeskriget där de stridande partnerna var Julius Caesar och Pompejus. Liburnerna deltog i kriget av tvång men även av egenintresse. De liburniska städerna  Iader (Zadar), Aenona (Nin) och Curicum (Krk) sällade sig till Caesar medan staden Issa (Vis) och övriga liburner tog parti för Pompejus. År 49 f.v.t. stod ett stort och viktigt sjöslag vid ön Krk. De två parterna var "Zadars flotta" (bestående av romerska skepp och skepp från flera liburniska städer) och den "liburniska flottan" som stöddes av Pompejus. I slaget led Zadars flotta nederlag. För att belöna sina anhängare tilldelade Caesar år 48 f.v.t. staden Zadar (och Salona) status som romersk koloni. Zadars formella namn blev därefter Colonia Iulia Iader (Julius koloni Iader). Under den nästföljande perioden i Zadars historia förekom en gradvis inflyttning av människor från den Apenninska halvön. De nyanlända, de flesta pensionerade legionärer och krigsveteraner, organiserade sig i så kallade conventus civium Romanorum som var en typ av sammanslutning för romare bosatta utomlands eller i nya kolonier. Den romerska överhögheten ledde till att Zadar och dess befolkning gradvis romaniserades. I slutet av århundradet hade liburnerna förlorat sin marina självständighet och deras galärer och manskap hade införlivats i den reguljära romerska flottan.

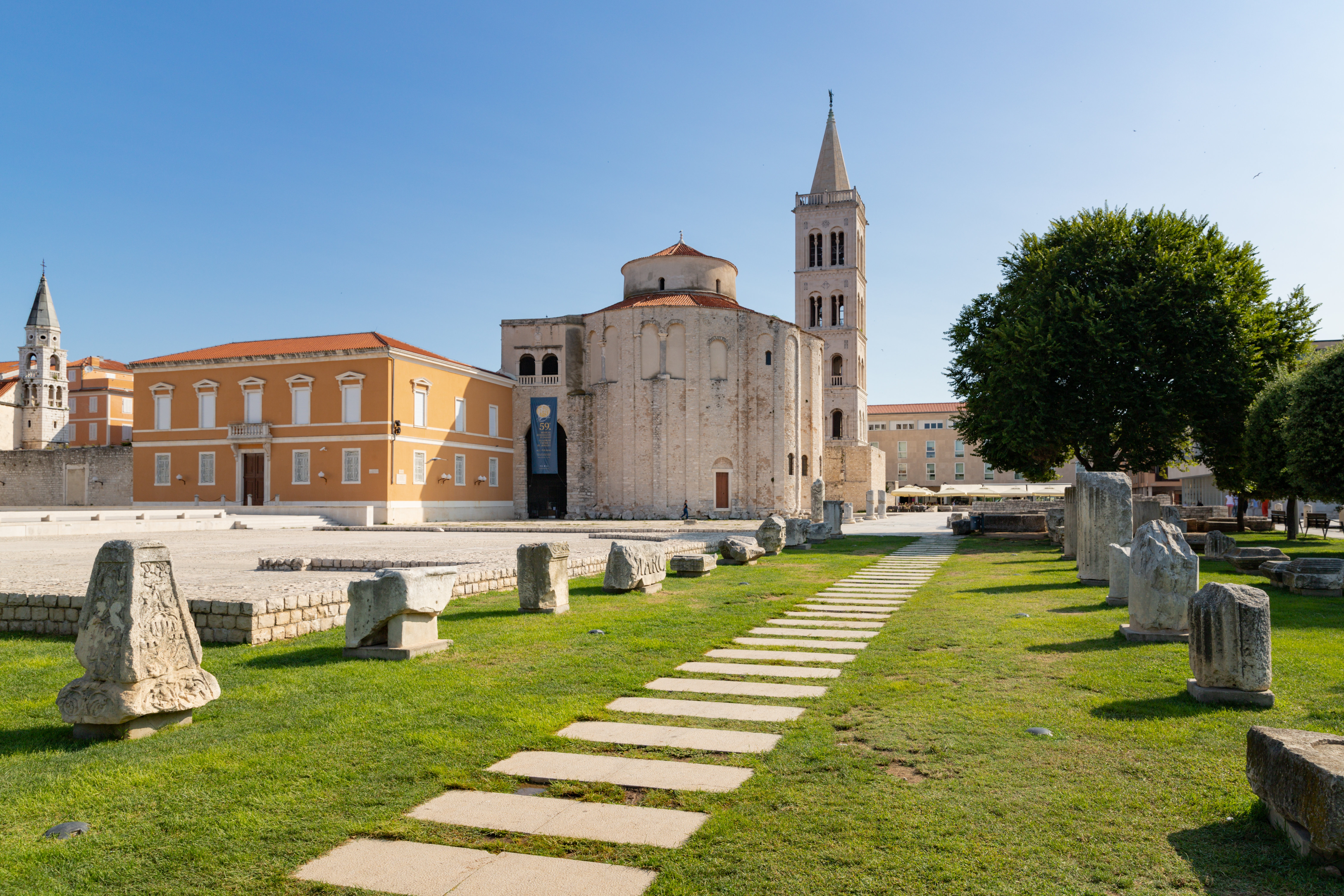
Torget Forum – det romerska Zadars centrala torg.

Redan under det romerska styrets tidiga dagar erhöll Zadar en romersk urban prägel och karaktär. Staden organiserades i enlighet med romersk tradition. Zadar fick en rektangulär gatuplan med en cardo maximus och decumanus maximus, ett forum, thermae och ett avlopps- och vattenförsörjningssystem som fick sitt vatten från Vranasjön via en cirka 40 kilometer lång akvedukt. Under det romerska styret utvecklades Zadar till en av de mest välmående städerna vid den östra adriatiska kusten och dess ställning som en av de viktigaste kuststäderna i denna del av Europa bestod under många århundraden. Efter att den romerska provinsen Illyricum delats i två provinser (Dalmatien och Pannonien) ingick Zadar i provinsen Dalmatien. Zadar hade ingen betydande roll i den romerska administrationen av Dalmatien även om arkeologiska fyndigheter vittnar om att staden hade en betydande kulturell och ekonomisk tillväxt.
I början av vår tideräkning började kristendomen att sprida sig i Romerska riket och ersatte gradvis den äldre romerska religionen. Redan i slutet av 200-talet hade Zadar en egen biskop och ett lokalt kristet trossamfund. Ett nytt religiöst centrum bestående av en basilika, ett dopkapell och andra byggnader relaterade till kristendomsutövning uppfördes i den norra delen av torget Forum – en plats som ditintills varit central för stadens romerska trosutövning. I slutet 400-talet kan staden Zadar med omgivningar enligt vissa uppskattningar ha haft uppemot 10 000 invånare som etniskt i huvudsak var en blandning av ursprungsbefolkningen liburner och romerska kolonister.
Efter Romerska rikets slutgiltiga delning år 395 kom Zadar att tillhöra det Västromerska riket. Under folkvandringstiden och i samband med de återkommande barbarinvasionerna mot Västromerska riket stagnerade staden. År 441 och 447 härjades Dalmatien av hunnerna och år 476 avsattes Romulus Augustus som var den siste kejsaren av Västrom. Denna händelse markerade slutet på Antiken och början på en ny epok – Medeltiden.

### Medeltiden
Efter Västromerska rikets fall år 476 upprättade ostrogoterna år 493 ett kungarike på den Apenninska halvön. I samband med det nya rikets territoriella expansion införlivades Dalmatien och staden Zadar i Östgotiska riket (formellt kallat Kungariket Italien) i slutet av 400-talet. Under det ostrogotiska styret stagnerade Zadar ytterligare vilket bland annat yttrade sig i att civila byggnader förföll. På 500-talet drabbades Zadar därtill av en förödande jordbävning som förstörde stora delar av den äldre romerska bebyggelsen. Vid återuppbyggnaden användes material från de raserade romerska byggnadsverken. Jordbävningen ledde till avfolkning och förändrade stadens demografiska struktur då den senare gradvis återbefolkades med människor från Zadars inland. Under det drygt sex decennier långa gotiska styret behöll Zadar de romerska stadsinstitutionerna.
I ett försök återupprätta den romerska hedern inledde den östromerske kejsar Justinianus I år 536 en stor militärkampanj med avsikt att återta de forna västromerska territorierna (se Gotiska kriget). Kriget mot ostrogoterna ledde till att Zadar år 553 tillföll Östromerska riket.
I samband med folkvandringstiden började slaviska stammar under 500-talet gradvis att bosätta sig i sydöstra Europa och under 600-talet hade de från norr och nordöst trängt allt närmare den adriatiska kusten där de kom i kontakt med de romerska kuststäderna. År 568 invaderades Dalmatien av avarerna som plundrade och härjade i flera dalmatiska städer. Någon gång under 600-talets första hälft (det exakta datumet är omtvistat) raserade avarerna i allians med slaverna det östromerska Dalmatiens politiska huvudstad Salona. Tack vare sina försvarsverk och fördelaktiga geografiska läge klarade sig Zadar bra under denna turbulenta period. Liksom de andra romerska kuststäderna behöll Zadar sin autonomi, romerska kultur och dalmatiska språk (se de dalmatiska stadsstaterna). Salonas förstörelse ledde till att Zadar utsågs till den bysantinska provinsen Dalmatiens nya säte. Stadens position som Dalmatiens politiska och ekonomiska centrum bestod därefter till år 1918. Genom avarernas framträngning var den bysantinska överhögheten inledningsvis reducerad till ett fåtal dalmatiska städer, inklusive deras omgivningar och närliggande öar. Zadar var en av de dalmatiska stadsstaterna och den bysantinska överhögheten bestod i att staden betalade tribut till Bysans i utbyte mot beskydd och skattelättnader.
Avarerna som hade raserat Salona upprättade senare ett rike (Avarkhaganatet) på det bördiga Pannoniska bäckenet och visade föga intresse för det karga Dalmatien där Bysans stärkte sin makt. Zadars prior fick jurisdiktion över hela det bysantinska Dalmatien och staden gick in i en blomstringstid. Under medeltiden var Zadars ekonomi orienterad mot havet och fiske och sjöhandel utgjorde de viktigaste näringsgrenarna. Tack vare sin ager publicus, municipala struktur och strategiska position som Dalmatiens politiska huvudstad blev Zadar den viktigaste staden mellan Kvarner- och Kaštelaviken.
Den gradvisa slaviska invandringen till området nådde sin kulmen under 700–800-talet då kroatiska stammar slog fäste i området och upprättade ett furstendöme (se Furstendömet Kroatien). Den illyriska populationen trängdes undan och/eller assimilerades gradvis med de romerska kuststäderna fortsatt var knuta till Östrom. En politisk dispyt mellan Frankerriket och Bysans om herraväldet över de dalmatiska kuststäderna ledde i början av 800-talet att Zadar kortvarigt styrdes av frankerna. Under dispyten intog Zadars biskop Donatus och stadens hertig Pavao en medlande roll mellan de stridande parterna. I samband med freden i Aachen år 812 tillföll staden Bysantinska riket. I det första och andra årtiondet av 900-talet började det kroatiska riket att expandera och under kung Tomislav I grundades Kungariket Kroatien år 925 genom en förening av de två kroatiska furstendömena Dalmatien och Pannonien.

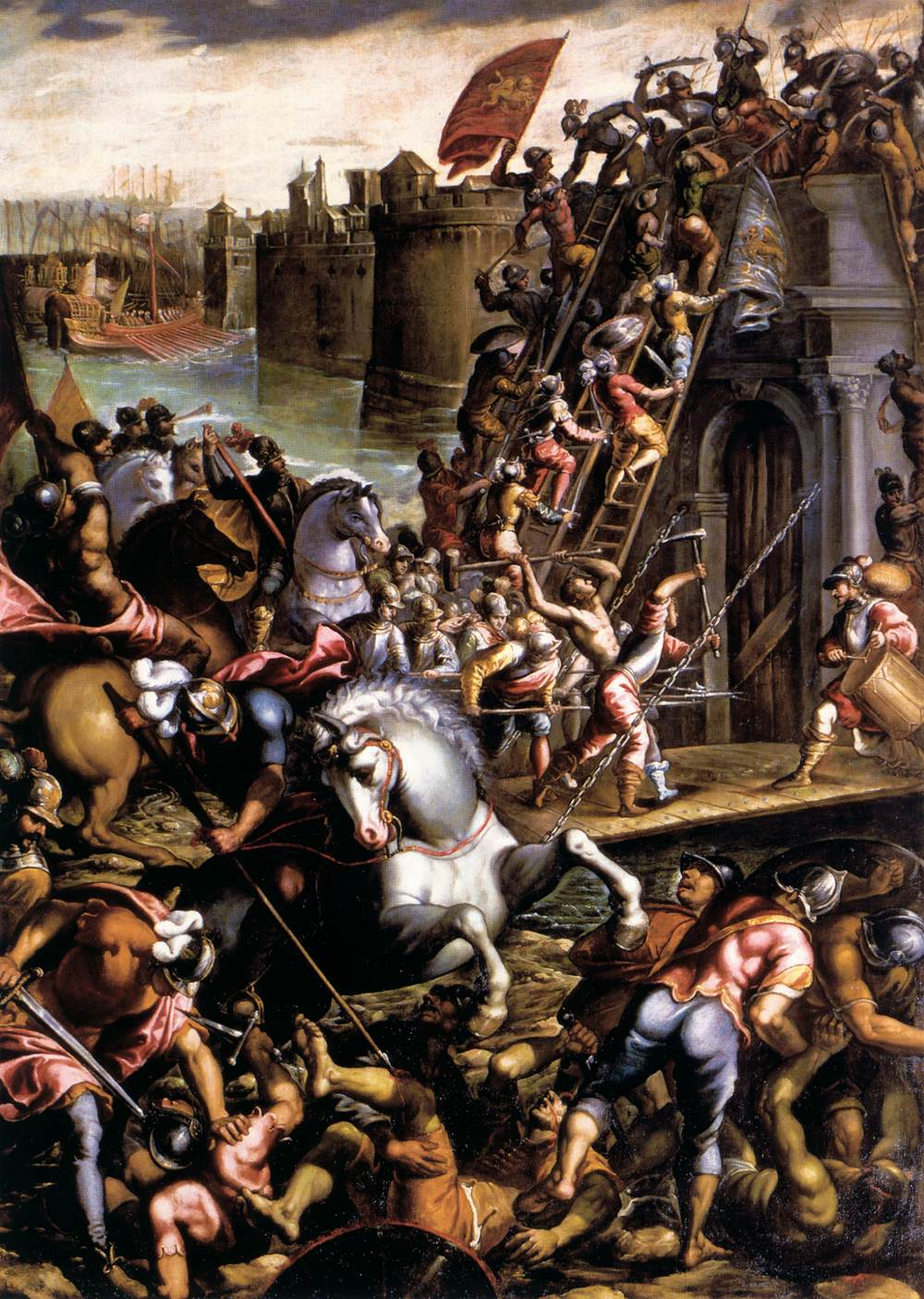
Oljemålning föreställande slaget om Zara år 1202.

Republiken Venedigs framväxt som en viktig sjömakt i Adriatiska havet utgjorde ett hot mot de dalmatiska kuststäderna. Med anledning av det venetianska hotet lät Östrom stationera en kejserlig guvernör liksom ett stort antal militära trupper i Zadar. År 998 införlivades Zadar i Republiken Venedig sedan staden sökt skydd hos venetianarna mot sjörövare och kort därefter hamnade större delen av den dalmatiska kusten under Venedigs kontroll. Zadar återtogs dock av det kroatiska riket redan år 1069. Sedan den siste kroatiske kungen Dmitar Zvonimir stupat i strid ingick det kroatiska riket år 1099 i personalunion med Kungariket Ungern (se Pacta conventa) och kort därefter (år 1105) erkändes kung Koloman som regent av Zadar. De följande århundradena präglades av en maktkamp mellan det ungersk-kroatiska kungariket och Venedig över herraväldet över Zadar. Åren 1111–1183 försökte Venedig vid upprepade tillfällen att inta Zadar – dock utan större framgångar. Vändpunkten kom år 1202 under korstågen då Venedig, i gengäld för transport till Egypten, övertygade korsfararna att invadera Zadar åt Venedig (se slaget om Zara). Staden belägrades av korsriddarna och staden föll åter i Venedigs händer. Ungern reagerade snabbt genom att försöka återta staden men det skulle dröja till år 1358 och freden i Zadar innan staden blev ungersk-kroatiskt igen. Det ungerska styret höll dock inte längre än till år 1409 då Venedig köpte loss stora delar av den dalmatiska kusten av Ungern för 100 000 dukater.

### Venetianskt, franskt och österrikiskt styre
I början av 1500-talet hade de osmanska turkarna brett ut sig i sydöstra Europa. De trängde in i det dalmatiska inlandet och utgjorde ett hot mot de då venetianska kuststäderna. Osmanerna trängde fram till Zadars utkanter men lyckades aldrig inta staden. Zadar förblev en fästning som övervakade den adriatiska sjöfarten och handeln till- och från Venedig. Zadar var under Venedigs kontroll starkt centralstyrt till skillnad från tiden då ungrarna och kroaterna hade styrt staden och då staden åtnjöt relativt självstyre. Det venetianska centralstyret skapade missnöje bland stadens befolkning. Trots detta lyckades Venedig styra staden fram till år 1797 då republiken upphörde att existera efter att den intagits och upplösts av Napoleon I:s styrkor. Efter Napoleons övertagande hamnade Zadar i det av fransmännen skapade illyriska provinserna. Efter Napoleons fall blev Dalmatien en österrikisk provins år 1813. År 1815 skapades den österrikiska provinsen Kungariket Dalmatien med Zadar som huvudstad och säte för det dalmatiska parlamentet. Staden förblev därefter en del av Österrike och sedermera Österrike-Ungern fram till första världskrigets slut och Österrike-Ungerns upplösning år 1918.

### Italienskt styre och andra världskriget

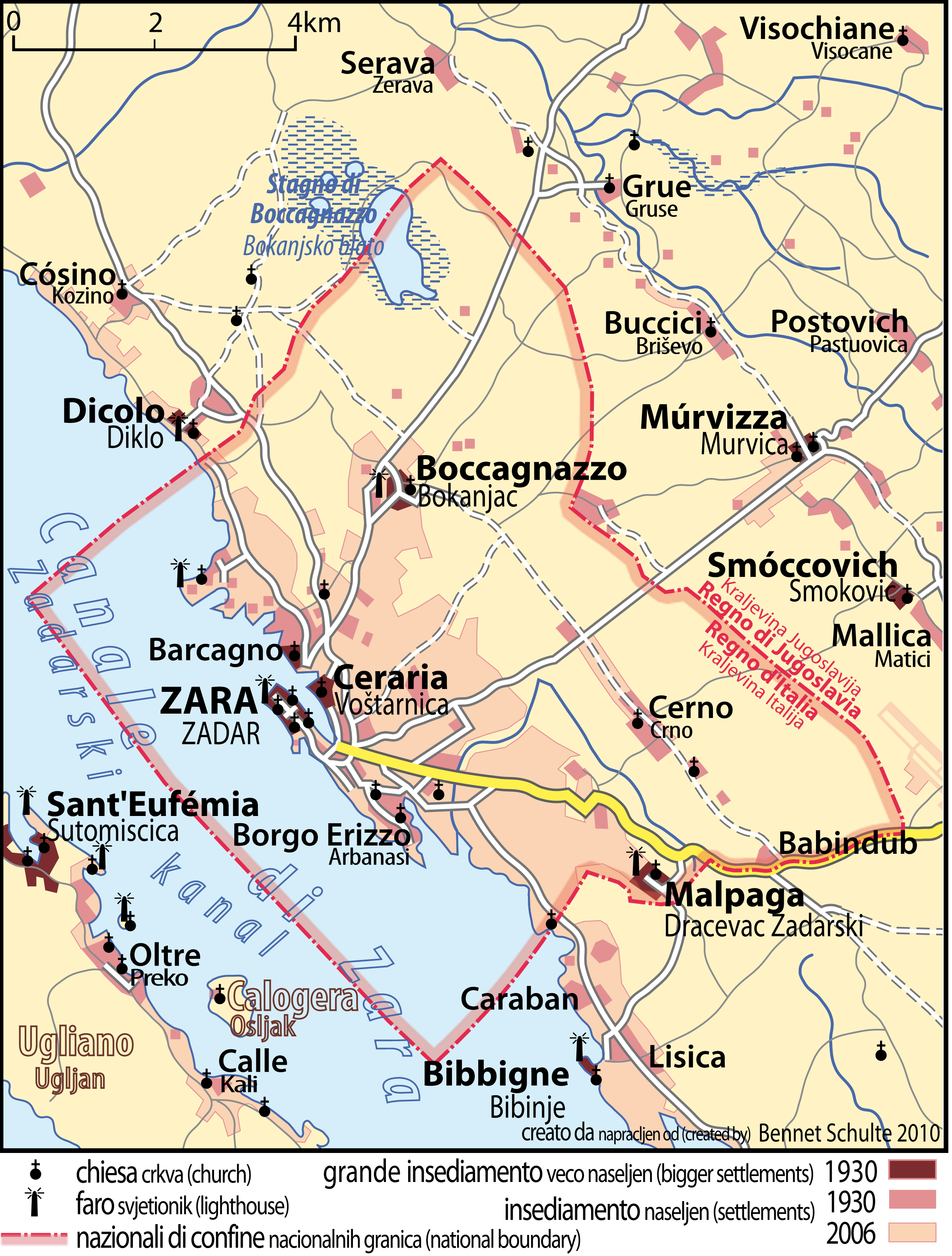
Karta som visar den italienska enklaven Zara (1920–1944).

Efter första världskrigets slut införlivades Zadar (på italienska Zara) och mindre delar av Dalmatien, i enlighet med Londonfördraget 1915, med Italien genom Rapallofördraget 1920 och staden blev en italiensk enklav vid den östra adriatiska kusten. Zadar utsattes för italienisering och vid fascisternas maktövertagande i Italien år 1922 flydde delar av den kroatiska befolkningen från staden då fascisterna förtryckte kroatisk kultur och det kroatiska språket. År 1941 tog Italien kontroll över större delar av Dalmatien genom ett fördrag med den då självständiga kroatiska lydstaten Oberoende staten Kroatien (NDH). Den kroatiska befolkningen i Zadar utsattes under italienarna för systematisk tvångsassimilering vilket bland annat fick partisanrörelsen att få växande stöd i både Zadar och i övriga Dalmatien. År 1943, efter Mussolinis fall och tyskt övertagande av staden, bombades Zadar av allierat flyg, vilket fick förödande konsekvenser –  både materiellt och humanitärt. Under de allierades flygbombningar av Zadar totalförstördes uppskattningsvis 60 procent av stadens byggnader, omkring 1 000 människor dödades och kulturskatter (bland annat 1100-talskyrkan Sankta Maria) förstördes. Staden förblev italiensk, dock under tysk kontroll, fram till år 1944 då den övertogs av de kommunistiska partisanerna med Josip Broz Tito som dess ledare. Formellt förblev staden italiensk till år 1947. Partisanernas övertagande medförde att stadens italienska och italiensspråkiga befolkning drevs på flykt för att inte återvända. Än idag finns i Italien en inofficiell borgmästare samt kommunfullmäktige som aktivt arbetar för att Zadar åter ska bli italienskt.

### Efterkrigstiden
Åren efter andra världskriget återuppbyggdes den hårt raserade staden. Den nya jugoslaviska regimen påbörjade ett massivt industrialiseringsprojekt och ett flertal industrier växte fram i regionen. Därtill anlades en ny landsväg längs den dalmatiska kusten – den så kallade Adriamagistralen. Den ekonomiska tillväxten ledde till att invånarantalet ökade dratstiskt och den ekonomiska standarden förbättrades mycket tack vare den ökande turismen till området. Kriget hade dock satt djupa spår i Zadar och bidrog starkt till att staden förlorade sin tidigare status i Dalmatien. Detta märktes tydligt då Split blev den stad i Dalmatien som växte mest vilket ledde till att Zadar till förmån för Split förlorade sin status som Dalmatiens huvudort.

### Modern tid
Efter Titos död år 1980 följde en tid av politisk instabilitet och oro. Trots detta var Zadar ett populärt turistmål och drog in stora summor utländskt kapital från utländska besökare. I samband med kommunismens sammanbrott i Östeuropa började den federala staten Jugoslavien att knaka i fogarna. Allt fler människor krävde självständighet, införande av demokrati och marknadsekonomi i flera av de olika republikerna som ingått i federationen. Efter en folkomröstning utropade Kroatien år 1991 självständighet från Jugoslavien. Den ensidiga självständighetsförklaringen ogillades av centralregeringen i Belgrad och av lokala serber i Kroatien. Många serber i byarna utanför Zadar gjorde uppror mot den kroatiska staten. Vad som inledningsvis var en politisk kris utvecklades snart till ett krig (se kroatiska självständighetskriget). Kriget blev ett hårt slag mot stadens ekonomi. Det samtidiga införandet av marknadsekonomi med privatiseringar av statliga företag ledde till konkurser och ekonomisk stagnation. Dessutom medförde oroligheterna att turismen avtog kraftigt. År 1991 belägrades Zadar av den då serbiskkontrollerade Jugoslaviska folkarmén (JNA) och intensivt bombardemang av staden följde. Serbernas intention med att inta ta Zadar var att få en utgång till Adriatiska havet och införliva staden med den serbiska utbrytarrepubliken Krajina. Zadar blev under belägringen avskärmad från omvärlden och under två års tid utsatt för massivt bombardemang från den jugoslaviska armén. Stadens enda kontakt med Zagreb gick via en korridor som upprättats på ön Pag. Från Pag gick färjor till och från fastlandet då bron som förbinder ön med fastlandet förstörts av serbiskt artilleri. Dödläget bröts då den kroatiska armén inledde Operation Maslenica i januari 1993 och befriade staden och dess omnejd. Zadar förblev därefter kroatisk.
År 1995 ingick Kroatien och det kvarvarande Jugoslavien ett fredsavtal (se Erdutavtalet) som formellt innebar ett slut på det kroatiska självständighetskriget. För Zadar och landet i stort väntade nya tider med ett intensivt anpassningsarbete mot demokrati och marknadsekonomi. En omfattande restaurering av Zadar med omnejd inleddes, delvis med hjälp från utlandet, med syfte att återuppliva den viktiga turistnäringen. Många av de statliga storföretagen privatiserades under början av 1990-talet men flera av dessa gick senare i konkurs eller köptes upp av utländska storbolag. Stora köpcentra växte fram samtidigt som investeringarna i ny infrastruktur, nya badstränder och näringsliv förändrade Zadar i rask takt.

## Geografi och klimat
Zadars geografiska position är 45° 06' 51" nordlig latitud och 15° 13' 40" östlig longitud. Staden är belägen i låglänt terräng närmast havet (Zadar-Biograds kustland), nordväst om mikroregionen Ravni kotari. Stadskommunen Zadar täcker en yta på 193,82 kvadratkilometer i norra Dalmatien som inkluderar både fastland och öar. Stadens historiska stadskärna är belägen på den nordligaste delen av en utskjutande halvö som genom Zadarkanalen är åtskild från ön Ugljan. Inloppet mellan halvön och fastlandet skapar en naturlig djupvattenhamn.
I Zadar råder medelhavsklimat. Enligt Köppens klimatklassifikation har staden fuktigt subtropiskt klimat (Cfa) som kännetecknas av varma och fuktiga somrar och milda till kyliga vintrar. Månaderna juli–augusti är de varmaste månaderna och den genomsnittliga medeltemperaturen uppgår då till över 20 °C. Under månaderna december–april ligger den genomsnittliga medeltemperaturen under 10 °C. Snöfall under vintermånaderna förekommer men är ovanliga. Den mest nederbördsrika månaderna är oktober–december.
Normala temperaturer och nederbörd i Zadar:
|                                            | Jan  | Feb  | Mar  | Apr  | Maj  | Jun  | Jul  | Aug  | Sep  | Okt  | Nov  | Dec  |
| ------------------------------------------ | ---- | ---- | ---- | ---- | ---- | ---- | ---- | ---- | ---- | ---- | ---- | ---- |
| Normaldygnets maximitemperaturs medelvärde | 10,1 | 10,7 | 14,1 | 17,3 | 21,8 | 25,9 | 29,4 | 29,3 | 25,4 | 20,4 | 14,5 | 11,3 |
| Normaldygnets minimitemperaturs medelvärde | 1,7  | 2,2  | 4,4  | 7,6  | 11,5 | 14,7 | 16,9 | 16,6 | 13,8 | 10,4 | 5,8  | 3,3  |
|                                            |      |      |      |      |      |      |      |      |      |      |      |      |
| Nederbörd                                  | 89   | 71   | 71   | 64   | 63   | 56   | 45   | 56   | 87   | 122  | 130  | 108  |

| Diagram | temperaturer i °C • månadsnederbörd i mm • Källa: Climate-data.org | temperaturer i °C • månadsnederbörd i mm • Källa: Climate-data.org | temperaturer i °C • månadsnederbörd i mm • Källa: Climate-data.org | temperaturer i °C • månadsnederbörd i mm • Källa: Climate-data.org | temperaturer i °C • månadsnederbörd i mm • Källa: Climate-data.org | temperaturer i °C • månadsnederbörd i mm • Källa: Climate-data.org | temperaturer i °C • månadsnederbörd i mm • Källa: Climate-data.org | temperaturer i °C • månadsnederbörd i mm • Källa: Climate-data.org | temperaturer i °C • månadsnederbörd i mm • Källa: Climate-data.org | temperaturer i °C • månadsnederbörd i mm • Källa: Climate-data.org | temperaturer i °C • månadsnederbörd i mm • Källa: Climate-data.org | temperaturer i °C • månadsnederbörd i mm • Källa: Climate-data.org |
|         | 89 10 2                                                            | 71 11 2                                                            | 71 14 4                                                            | 64 17 8                                                            | 63 22 12                                                           | 56 26 15                                                           | 45 29 17                                                           | 56 29 17                                                           | 87 25 14                                                           | 122 20 10                                                          | 130 15 6                                                           | 108 11 3                                                           |

## Politik och administration

### Politisk ledning
Zadars stadsfullmäktige är stadens högsta beslutande organ. Det består av 31 råd (mandatperioden 2017–2021). Råden väljs i allmänna och direkta lokala val och deras mandatperiod löper över fyra år. Stadsfullmäktige sammanträder i Zadars stadshus.
Mandatfördelningen i Zadars stadsfullmäktige för mandatperioden 2017–2021
|                                           | Politiskt parti/koalitioner   | Antal ledamöter | Graf | Graf | Graf | Graf | Graf | Graf | Graf | Graf | Graf | Graf | Graf | Graf | Graf | Graf | Graf | Graf | Graf | Graf |
| 2017                                      | Politiskt parti/koalitioner   |                 | Graf | Graf | Graf | Graf | Graf | Graf | Graf | Graf | Graf | Graf | Graf | Graf | Graf | Graf | Graf | Graf | Graf | Graf |
| ----------------------------------------- | ----------------------------- | --------------- | ---- | ---- | ---- | ---- | ---- | ---- | ---- | ---- | ---- | ---- | ---- | ---- | ---- | ---- | ---- | ---- | ---- | ---- |
|                                           | HDZ, HSP-AS, HSU, HRAST, NS-R | 18              |      |      |      |      |      |      |      |      |      |      |      |      |      |      |      |      |      |      |
|                                           | SDP, HNS, HSS                 | 8               |      |      |      |      |      |      |      |      |      |      |      |      |      |      |      |      |      |      |
|                                           | Most, AM                      | 5               |      |      |      |      |      |      |      |      |      |      |      |      |      |      |      |      |      |      |
| Källa: Staden Zadars officiella webbplats |                               |                 |      |      |      |      |      |      |      |      |      |      |      |      |      |      |      |      |      |      |

### Administrativ och geografisk indelning
Zadars stadskommun består av 15 samhällen inklusive tätorten Zadar. Dessa är: Babindub (31 invånare), Brgulje (48 invånare), Crno (537 invånare), Ist (182 invånare), Kožino (815 invånare), Mali Iž (215 invånare), Molat (107 invånare), Olib (140 invånare), Petrčane (601 invånare), Premuda (64 invånare), Rava (117 invånare), Silba (292 invånare), Veli Iž (400 invånare), Zadar (71 471 invånare) och Zapuntel (42 invånare).
Stadskommunen Zadar delas administrativt in i 37 lokalnämndsområden som styrs av en lokalnämndsstyrelse vars medlemmar väljs för en mandatperiod på fyra år. Följande 21 lokalnämndsområden ligger inom tätorten Zadar: Arbanasi, Bili Brig, Bokanjac, Brodarica, Crvene Kuće, Diklo, Dračevac, Gaženica, Jazine I, Jazine II, Maslina, Novi Bokanjac, Poluotok, Ploča, Puntamika, Ričina, Smiljevac, Stanovi, Vidikovac, Višnjik och Voštarnica.

## Ekonomi och infrastruktur

### Ekonomi
Från andra världskriget till det kroatiska självständighetskriget i början av 1990-talet hade Zadar en stark ekonomisk industribaserad utveckling. Kroatiens självständighet och utträde ur den federala staten Jugoslavien, det påföljande självständighetskriget och övergången till marknadsekonomi slog hårt mot den lokala ekonomin. Efter år av stagnation började Zadars ekonomi från år 2000-talet att visa tecken på återhämtning och utveckling. Stadens geografiska position, en internationell flygplats (Zadars flygplats), närheten till motorväg A1 och Gaženica-hamnen (både gods- och passagerartrafik) har gjort Zadar mer tillgängligt och lockat till sig såväl nationella som internationella investerare. De viktigaste lokala näringsgrenarna inkluderar turism, transport, sjöhandel, jordbruk, fiske och fiskodling. Även metallindustrin och den maskintekniska branschen med tillverkning av bland annat kemikalier utgör tillsammans med bankverksamhet en viktig stomme i den lokala ekonomin. Några av de största företagen med huvudkontor i Zadar är Tankerska plovidba (sjötransport), Cromaris och Maraska (livsmedelstillverkning), SAS Strojogradnja (maskintillverkning) och OTP banka (finansbranschen).

### Transport och kommunikationer

#### Busstrafik

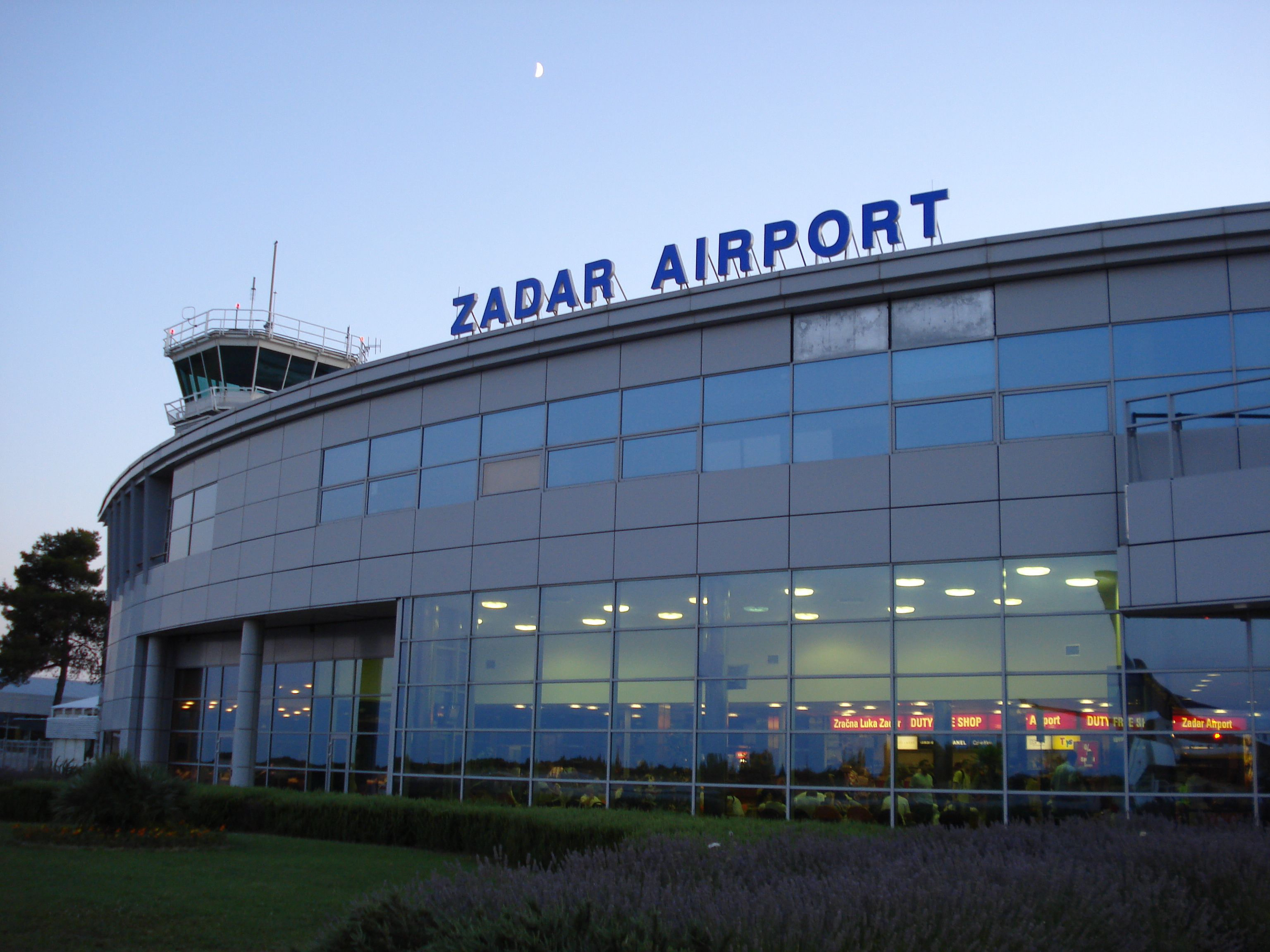
Terminalbyggnaden på Zadars flygplats år 2008.

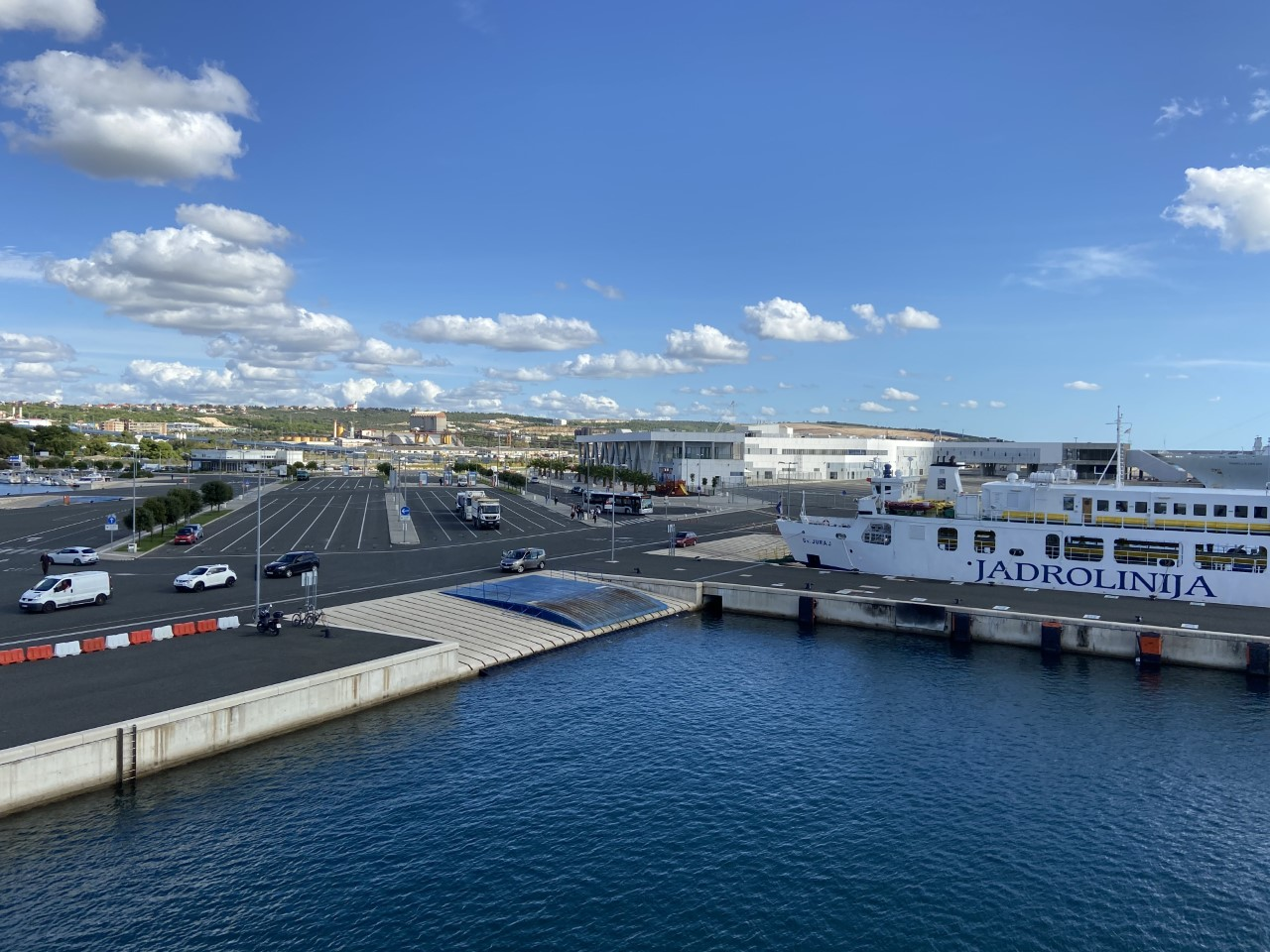
Gaženica-hamnen år 2020.

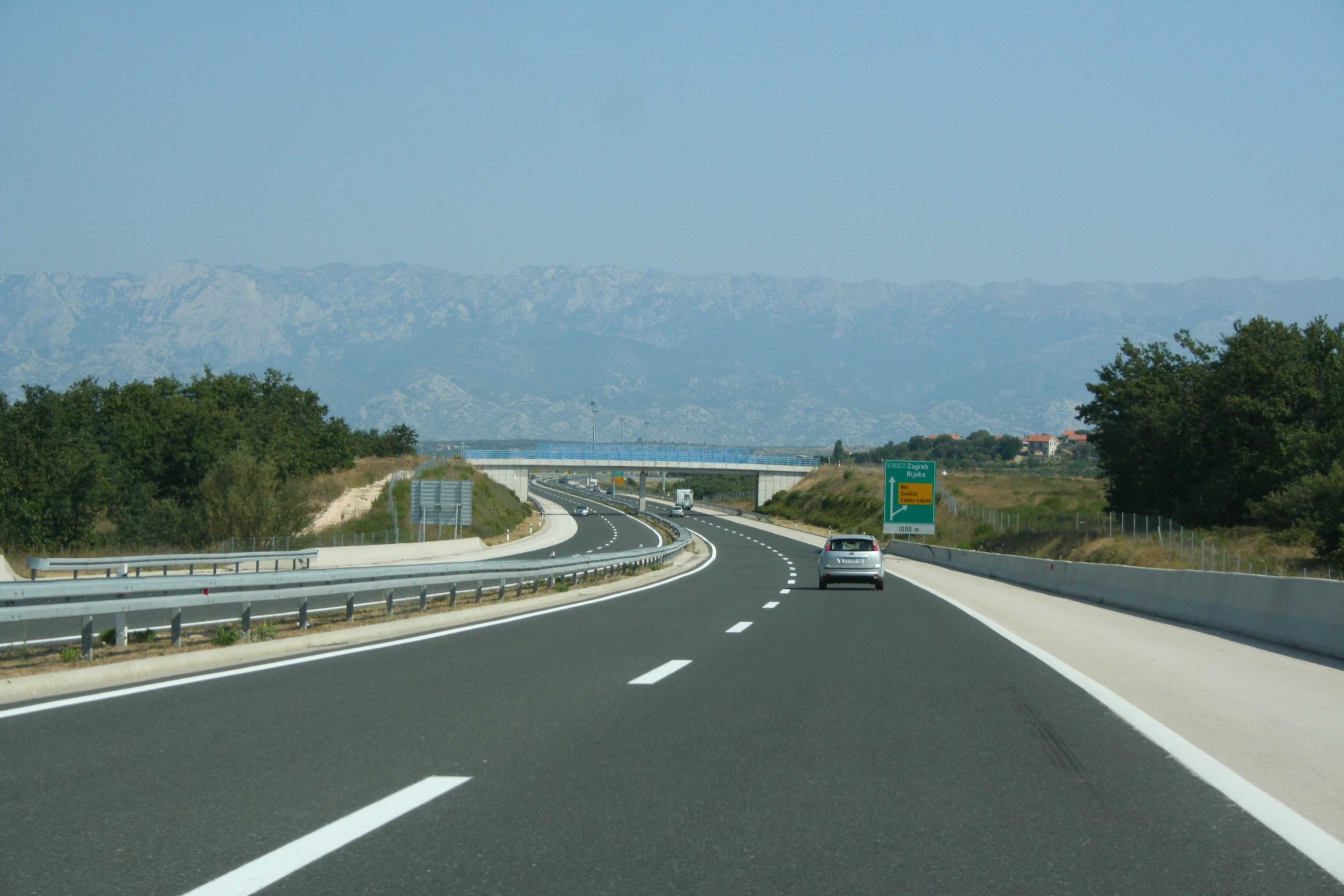
Motorväg A1 vid Zadar år 2014.

All busstrafik (lokal, nationell och internationell busstrafik) i Zadar utgår från Zadars busstation. Den centrala busstationen är belägen på adressen Ante Starčevića 1 i stadsdelen Ričina, bredvid järnvägsstationen, drygt två kilometer sydöst om Gamla stan.
Zadars stadsbusstrafik trafikeras av det lokala bussbolaget Liburnija. Bussbolagets fordonsflotta består av 50 bussar. Stadsbusstrafiken består av 12 linjer som når ut till hela staden och trafikeras av 22 bussar. Därtill trafikerar bussbolaget linjer som når ut till hela Zadars län, inklusive öarna Ugljan, Pašman, Dugi otok och Iž.

#### Flygtrafik
Zadars flygplats är en internationell flygplats med in- och utrikesförbindelser. Den är belägen i Zemunik Donji, cirka 11–12 kilometer öster om Zadars centrum. Flygtrafiken är nästan uteslutande säsongbetonad med ankomster och avgångar främst under april–oktober. Den internationella trafiken till flygplatsen trafikeras till stora delar av lågprisflygbolag. Genom flygplatsen är Zadar förbunden med trettiotalet europeiska städer, däribland Stockholm, Göteborg och Köpenhamn. Från flygplatsen avgår flygbussar till Zadar. Där finns även en taxistation och hyrbilsmöjligheter. Resan från flygplatsen till stadscentrum med motorfordon tar cirka 20 minuter. Alternativa internationella flygplatser som alla ligger inom en radie på mindre än 300 kilometer och färdväg på mindre än 3 timmar med motorfordon från stadscentrum är Splits flygplats (cirka 130 kilometer), Rijekas flygplats (cirka 226 kilometer) och Zagrebs flygplats (cirka 295 kilometer).

#### Järnvägstrafik
Zadars järnvägsstation är belägen på adressen Ante Starčevića 3 i stadsdelen Ričina, bredvid den centrala busstationen, drygt två kilometer sydöst om Gamla stan. Från järnvägsstationen utgår trafik via järnvägslinjen Knin–Zadar och Likabanan norrut mot Zagreb eller via Dalmatienbanan söderut mot Split.

#### Sjöfart
Gaženica-hamnen i stadsdelen Gaženica, drygt 3,5 kilometer sydöst om Zadars stadskärna, är både en gods- och passagerarhamn. Tidigare utgick all passagerartrafik och färjor till bland annat Zadars skärgård från Zadars hamn som ligger vid Solhälsningen i nordvästra delen av Gamla stan. År 2015 invigdes den nya passagerarhamnen i Gaženica och år 2019 invigdes den nya terminalbyggnaden. Sedan dess utgår nästan all passagerartrafik från Gaženica-hamnen. Omlokaliseringen av passagerartrafiken från Zadars hamn till Gaženica har avlastat Zadars historiska stadskärna och befriat den från den trängsel som tidigare uppstod under sommarmånaderna. Den centrala hamnen används idag för mottagande av lyxkryssningsfartyg, yachter och  turistbåtar.

#### Vägnät
Vid Zadar finns anslutningsväg (landsväg 424) till motorväg A1 som i nordlig riktning leder mot huvudstaden Zagreb och i sydlig riktning mot Šibenik, Split och i förlängningen Dubrovnik. Landsväg 306 förbinder Zadar i nordlig riktning med staden Nin och ön Vir. Adriatiska kustvägen som passerar Zadar leder i sydlig riktning mot Bibinje och flera dalmatiska kustorter.

## Demografi

### Könsfördelning, etniska och religiösa grupper
Av stadens 75 062 invånare är 39 329 kvinnor och 35 733 män (2011).
Majoriteten av invånarna (70 674 personer eller 94,15 procent av befolkningen) är kroater. De största etniska minoriteten i Zadars stadskommun är serberna (2 168 personer eller 2,89 procent av befolkningen). Ingen av stadens övriga minoriteter (däribland albaner, bosniaker, italienare, montenegriner, tyskar, ungrare, österrikare etcetera) uppgår som etnisk grupp till mer än 1 procent av befolkningen.
Italienarna har historiskt utgjort en betydande etnisk grupp i Zadar. Åren 1920–1947 tillhörde staden Italien men i samband med Parisfreden år 1947 tillföll Zadar dåvarande Jugoslavien. Efter det jugoslaviska maktövertagandet och under 1900-talets andra hälft minskande antalet italienare markant. I folkräkningen 2011 uppgick deras antal till 90 personer eller 0,12 procent av befolkningen.
En majoritet av Zadars invånare (66 474 personer eller 88,56 procent av befolkningen) bekänner sig till den romersk-katolska tron. I staden finns flera romersk-katolska kyrkor och en serbisk-ortodox kyrka.

### Befolkningsutveckling
| Zadars befolkningsutveckling åren 1857–2011 Källa: Kroatiska statistiska centralbyrån |

### Språk och dialekter
Zadar ligger i det čakaviska dialektområdet. På öarna närmast Zadar talas traditionellt mellančakavisk dialekt med ikaviskt-ekaviskt uttal. På fastlandet och ett band längs med kusten talas traditionellt sydčakavisk dialekt med ikaviskt uttal. Den čakaviska dialekten har färgat det officiella och formella språket som baseras på standardkroatiska som i sin tur grundar sig på štokavisk dialekt med ijekavisk uttal.

## Kultur och samhälle

### Arkitektur, stadsbild och byggnadsverk (urval)

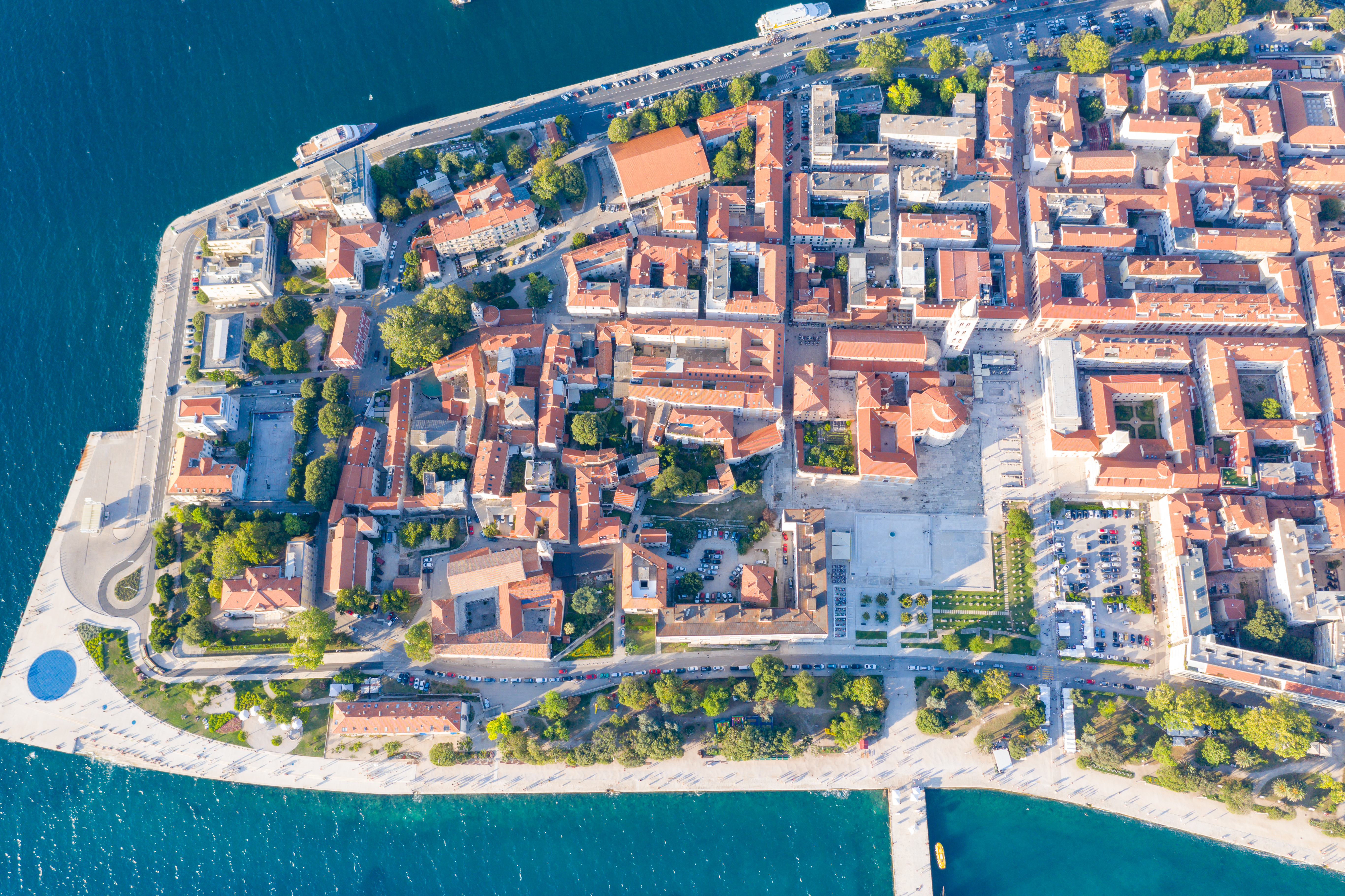
Flygbild över den norra delen av Gamla stan år 2019.

Zadar fick sin urbana struktur i antikens Rom under Julius Caesar och kejsar Augustus regeringstid. Bland annat byggdes stora försvarsverk upp i form av stadsmurar som under århundradena har tillbyggts och delvis står kvar än idag. I det romerska Zadars västra del anlades ett forum och senare uppfördes en basilika på platsen. Zadar hade även en amfiteater samt vattenkanalsystem och akvedukt som försörjde staden med färskt vatten. Delar av dessa har bevarats och finns kvar än idag. Senare, under tidig medeltid, uppfördes kyrkor och kloster i staden i takt med att kristendomen fick större spridning i det romerska imperiet.
Under medeltidens höjdpunkt i början av det nya årtusendet blev Zadar en storstad på vid den adriatiska kusten med en växande befolkning och ökad politisk betydelse. Under den venetianska administration på 1500-talet utökades och förstärktes de defensiva försvarsmurarna. I samband med det tillkom muren mot fastlandet för att skydda staden mot de osmanska turkarna. Under 1800-talets första hälft, då staden blev österrikisk, anlades parker och flera av försvarsverken gjordes om till promenadstråk vilket innebar att stadsmurarna bevarades. Efter bombningarna under andra världskriget förändrades stadens arkitektur avsevärt och ett omfattande restaureringsarbete pågick under efterkrigstidens första år för att rädda så många av de historiska byggnaderna som möjligt. Bland annat restaurerades stadsportarna och 1100-talskyrkan Sankta Maria återuppbyggdes.

#### Befästningsverk
- Zadars stadsmur – Zadar var tidigt en befäst stad. En stadsmur började uppföras redan under det första årtusendet.[24] Den nuvarande  världsarvslistade[7] stadsmuren uppfördes på 1100–1200-talet, förstärktes på 1600-talet[25] och revs delvis på 1800-talet. De delar som idag finns kvar är till största del från 1500–1600-talet även om vissa sektioner är äldre än så.[24]
- Landsporten – Zadars största stadsport. Uppfördes år 1543[25] och leder från landsidan till den halvö som utgör Gamla stan. Stadsporten anses vara ett av de finaste exemplen på venetiansk renässansarkitektur i Zadar.[25]
- Lilla Arsenalen – Kulturminnesmärkt byggnad som ursprungligen var en arsenal. Byggnaden renoverades år 2016 och tjänar sedan år 2017 som multimedialt besökscenter.[26]
- Kaptenstornet – Ett femkantigt torn öster om Fem brunnarnas torg i den södra delen av Gamla stan.

#### Gator, torg och platser
- Fem brunnarnas torg – Ett torg mellan stadsmurarna och Grimani-bastionen i den södra delen av Gamla stan. Torget är uppkallat efter de fem symmetriskt uppradade brunnarna som anlades under den osmanska belägringen på 1500-talet. Ovanpå den intilliggande bastionen finns en av Kroatiens äldsta parker.[27]
- Folkets torg – Gamla stans centralpunkt och Zadars centrala torg.[28] Vid torget ligger flera historiska byggnader.
- Forum – Det romerska Zadars huvudtorg. Torget anlades mellan det första århundradet innan vår tideräkning och andra århundradet.[29] Vid det nuvarande torget finns grunderna efter offentliga romerska byggnader och en del ursprunglig stenläggning.
- Foša – En historisk hamn som anlades på 1500-talet vid Landsporten.[30] Foša som är en av stadens symboler och turistattraktioner sträcker sig från Landsporten till universitetet.[30]
- Kalelarga – Sedan urminnes tider Zadars huvudgata.[31] Dagens riktning och proportioner antog gatan under romartiden då den utgjorde stadens decumanus maximus. Idag stadens främsta shoppinggata.
- Petar Zoranićs torg – Torget som är uppkallat efter den lokale renässanspoeten och författaren Petar Zoranić[32] är beläget i den södra delen av Gamla stan. Petar Zoranić-torget är inte sällan utomhusscen för olika evenemang.
- Zadars hamnpromenad – Hamnpromenaden löper i sydöstlig–nordvästlig riktning längs med Gamla stans västra sida. Vid den palmprydda hamnpromenadens norra sida finns Zadars hamn och konstinstallationerna Havsorgeln och Solhälsningen.

#### Palats och högreståndshus

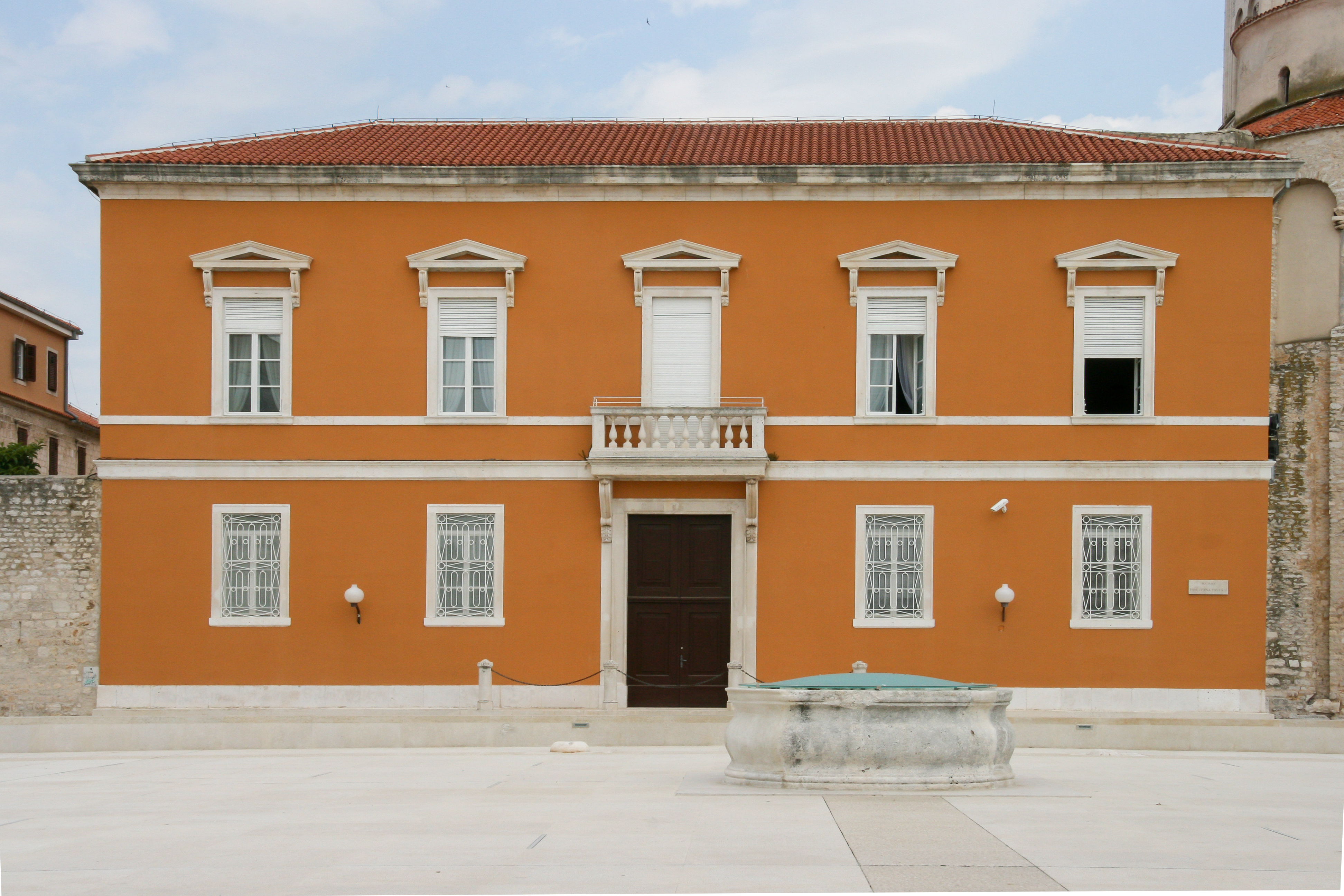
Ärkebiskopens palats år 2011.

- Cedulin-palatset – Det kulturmärkta palatset från 1200-talet är beläget vid Nya porten som är den östra ingången till Gamla stan. I det representativa palatset har staden Zadars turistinformationscenter sina lokaler.[33]
- Grisogono Vovo-palatset – Palats i Gamla stan uppkallat efter Grisogono-ätten som är en av de äldsta kända adelsfamiljerna i Zadar.[33] Ätten hade flera grenar, däribland den som härstammar från renässanskonstnären Federico Grisogono (1472–1538).[33] Dennes palats ligger intill Sankt Symeons kyrka och bestod ursprungligen av två byggnader i romansk stil. Under 1400-talets andra hälft förenades palatset andra del medan innergården stod färdig på 1500-talet. Palatset har en innergård med en cistern, en portik och gallerier. Fasaden domineras av fönster och balkonger i dekorativ stil med venetiansk blommig gotisk stil. Palatset återspeglar renässansens levande kultur och de människor som odlade sin musikaliska natur och som levde byggnaden.
- Justitiepalatset –[33]
- Nassis- och Petrizio-palatset – De båda palatsen är goda exempel på senmedeltida palats som har innergårdar med arkader och en centralt placerad brunn.[33] Därtill har palatsen fönster dekorerade med stiliserade blommor vilket är typisk för den venetianska gotiken. Det antas att arkitektdetaljerna på Nassis-palatset utformades i slutet av 1400-talet av den kände mästaren Marko Andrijić från Korčula.[33] Nassis-palatset är beläget vid Sankt Dominicus kyrka och Petrizio-palatset vid Sankt Symeons kyrka i Gamla stan.[33]
- Rektorspalatset – Palatset är beläget i Gamla stan och finns omnämnt i historiska källor från 1200-talet.[33] Under det österrikiska och sedermera österrikisk-ungerska styret användes byggnaden av den provinsiella dalmatiska regeringen. Byggnaden har även nyttjats som stadsbibliotek, konserthus och balett- och musikskola. Idag är det multimedialt anpassat och används för exklusiva konserter, teaterföreställningar, utställningar och föreläsningar.[33]

#### Parker och grönområden

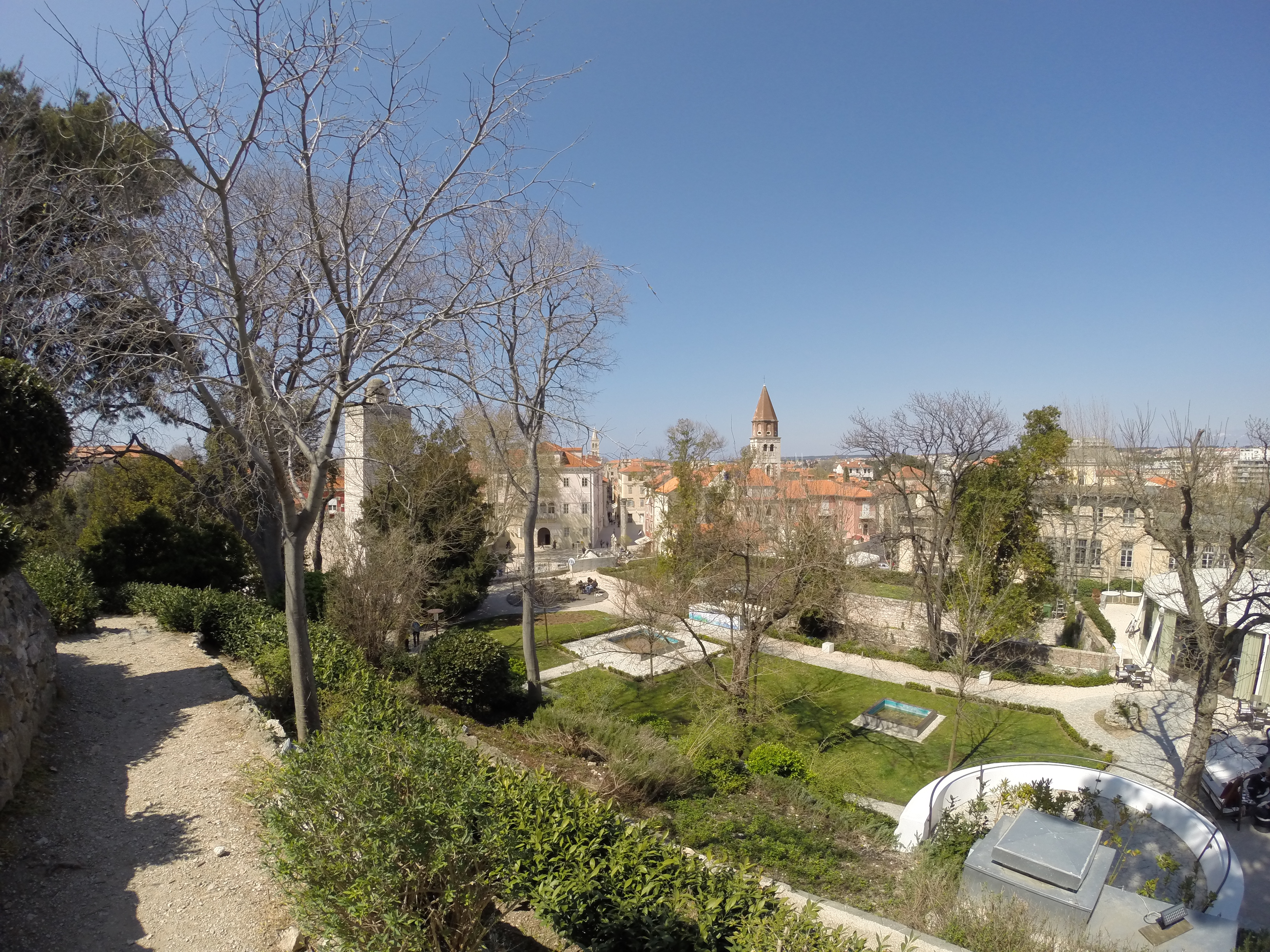
Vladimir Nazors park år 2015.

I Zadar finns flera parker och grönområden. De tre mest centrala parkerna (Drottning Jelena Madijevkas park, Jarulaparken och Vladimir Nazors park) ligger i direkt anslutning till varandra, sydöst om Gamla stan. De allmänna parkerna och grönområdena sköts av det kommunala bolaget "Nasadi d.o.o.".
- Drottning Jelena Madijevkas park – Anlagd under den österrikiska administrationen år 1829. Zadars äldsta park och tillika en av Kroatiens äldsta parker. Belägen sydöst om Gamla stan.
- Jarulaparken – Belägen öster om Gamla stan.
- Musapstans skogspark – Ett naturområde och skogspark med gamla frodiga träd och populära vandrings- och cykelleder.[35] Musapstans skogspark är belägen öster om Zadars tätort och orten Murvica.
- Rivaparken – Parken sträcker sig längs med Zadars hamnpromenad och är 800 meter lång.[36]
- Vladimir Nazors park – Anlagd under den österrikiska administrationen åren 1888–1890. Täcker en yta av 5,5 hektar och är Zadars största stadspark.[37]
- Vruljeparken – En drygt 5 hektar stor park belägen på fastlandet, nordöst om halvön som utgör Gamla stan.[38] I parken trivs många växtarter som inte växer annorstädes i Dalmatien. Anledningen är att det i parken finns flera bäckar och därmed tillgång till rinnande sötvatten som är ovanligt i det dalmatiska kustlandskapet.[38]
- Vår Fru av Hälsans park – En liten park anlagd under 1800-talets andra hälft.[39] Belägen vid Vår Fru av Hälsans kyrka i den norra delen av Gamla stan.

#### Religiösa byggnader och platser

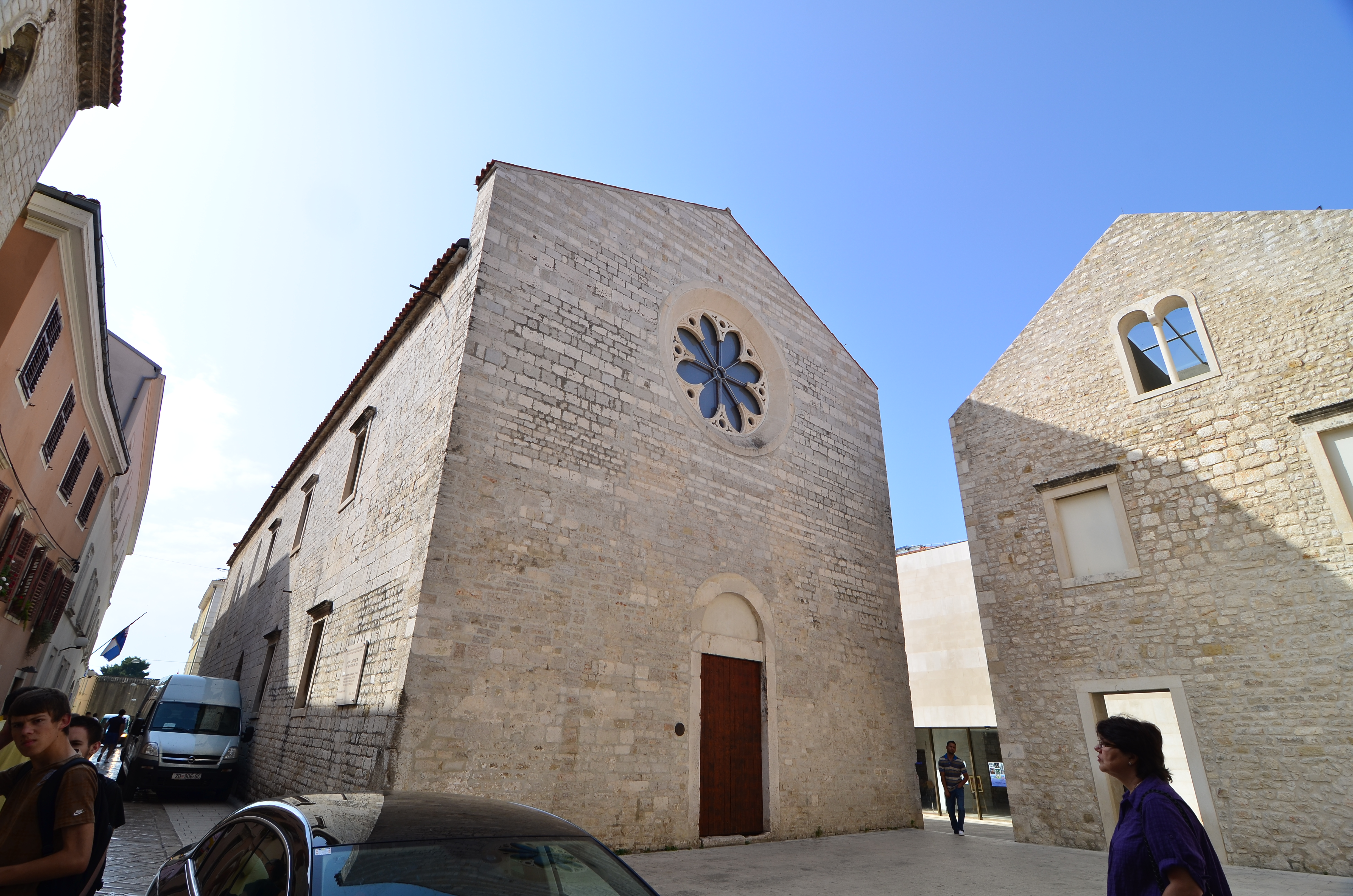
Sankt Dominicus kyrka år 2011.

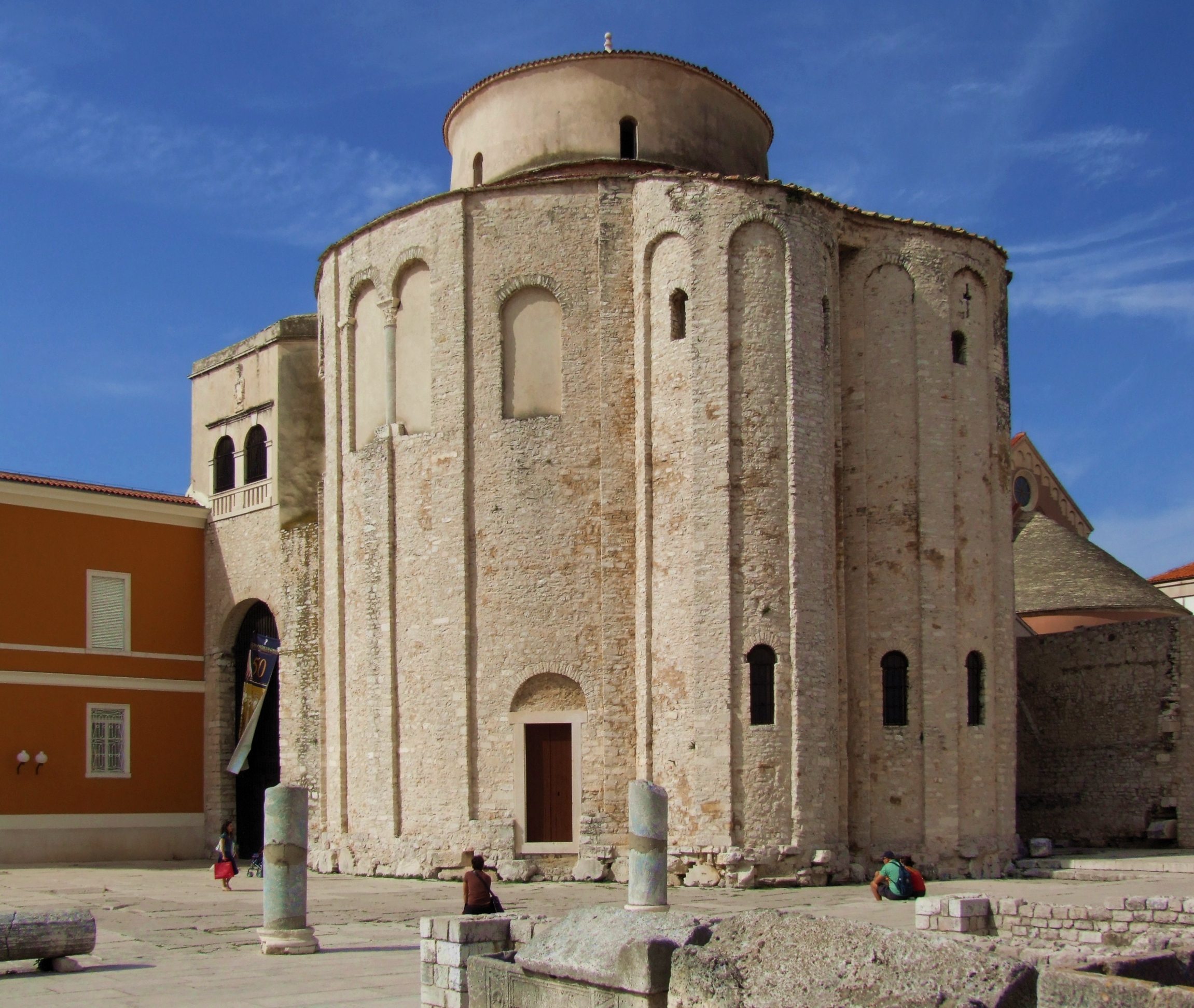
Sankt Donatus kyrka år 2015.

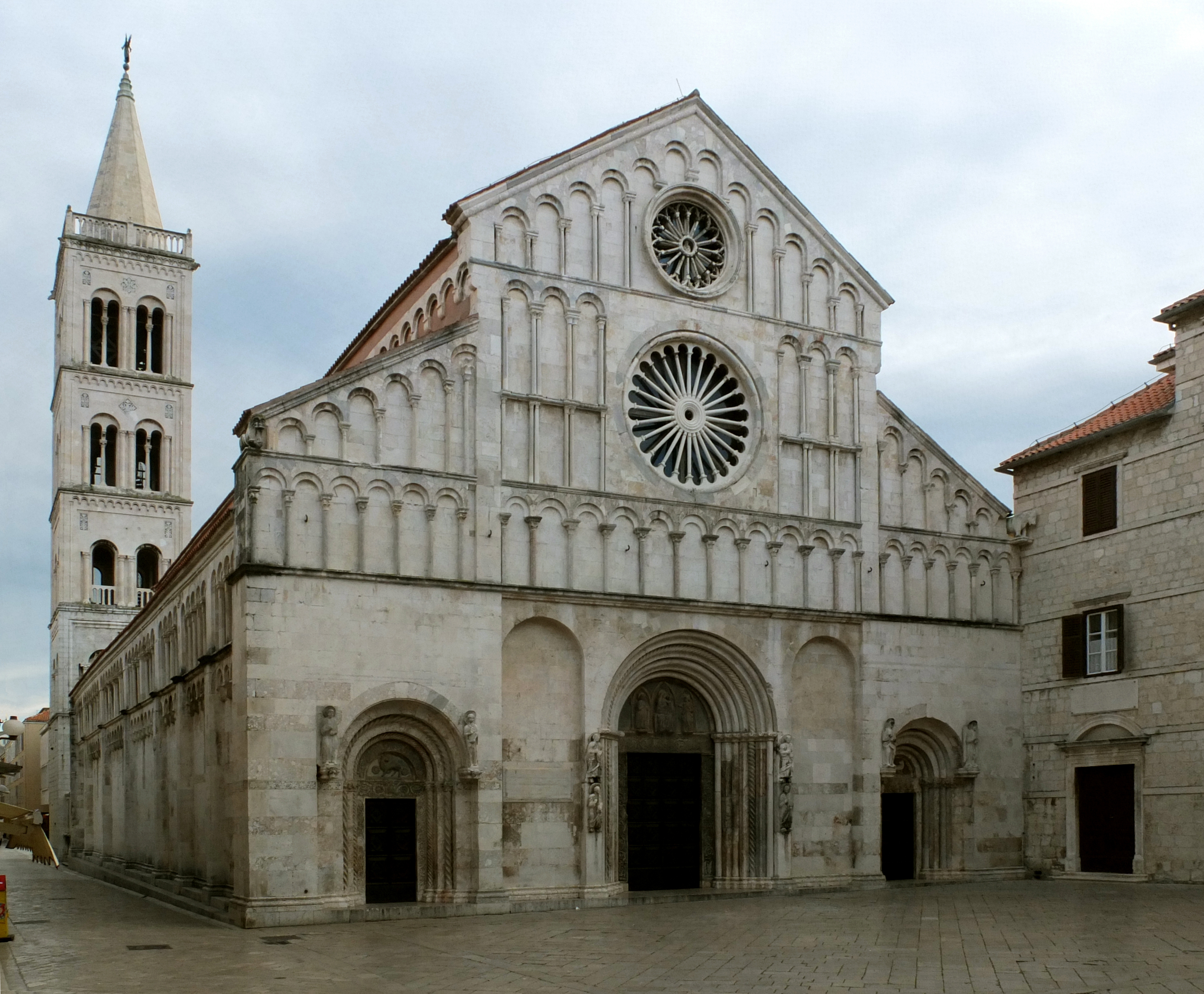
Sankta Anastasias katedral år 2015.

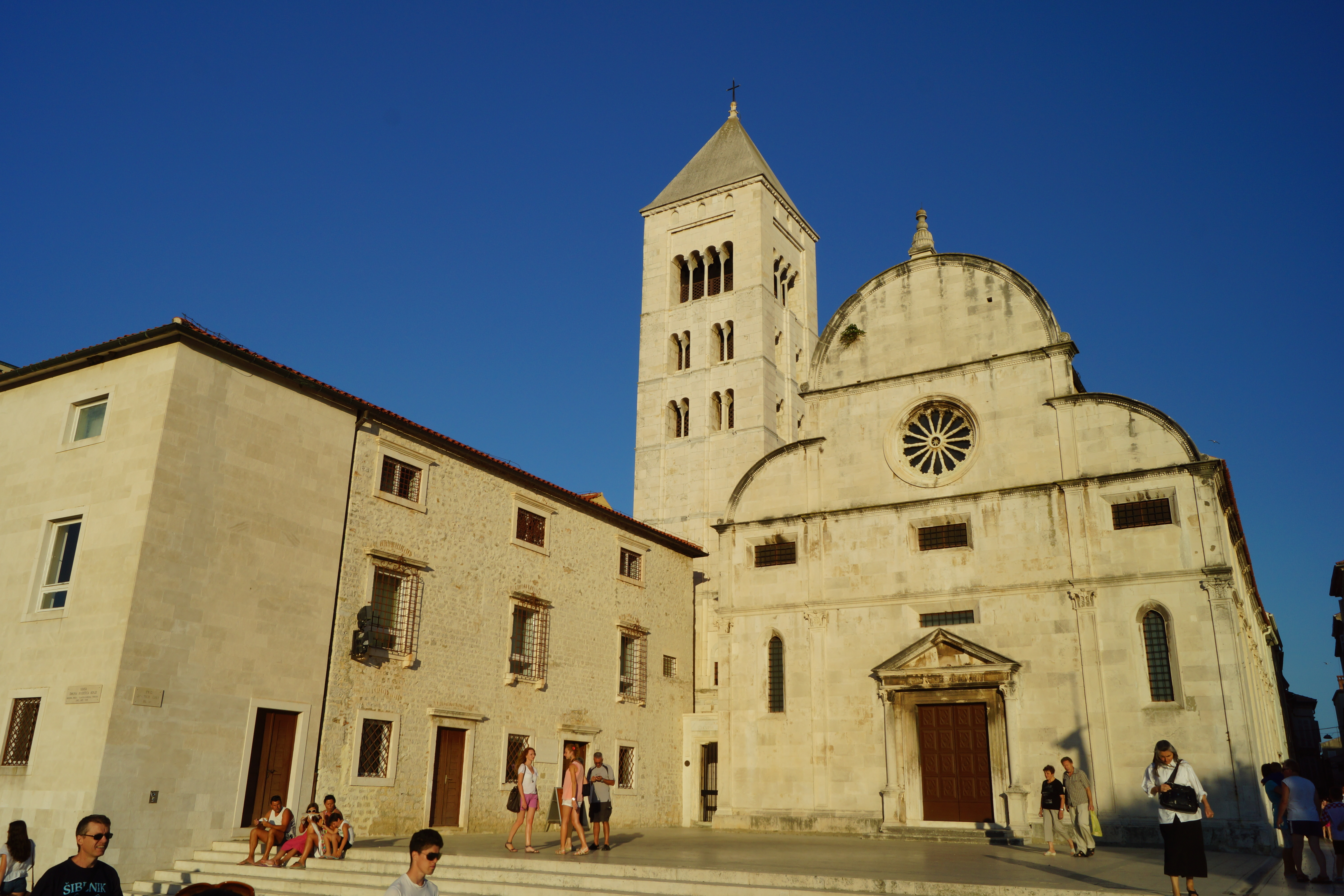
Sankta Marias benediktinkloster och kyrka år 2017.

I Zadar finns flera romersk-katolska kyrkor och en serbisk-ortodox kyrka. Många av kyrkobyggnaderna, om än ombyggda, har mycket gamla rötter och är inte sällan uppförda på förkristna kultplatser. De har ett kulturhistoriskt värde och är därför kulturminnesmärkta. Zadars biskopskomplex är ett tentativt världsarv som omfattar ett tre hektar stort område i Gamla stan. Flera av de nedan beskrivna kyrkobyggnaderna ingår i Zadars biskopskomplex.
- Sankt Andreas och sankt Petrus den äldres kyrka – Kyrkobyggnaden är ett exempel på en så kallad dubbelkyrka.[41]  Med delar från 400-talet representerar kyrkan tillsammans med Zadars katedral ett av den första tidigkristna kultobjekten inom det då muromgärdade romerska Zadar.[41]
- Sankt Chrysogonus kyrka – Kyrkan invigdes år 1175 och är tillägnad Zadars skyddhelgon Sankt Chrysogonus.[42] Den bär stildrag från romaniken och uppfördes på platsen för ett romerskt emporium (marknadsplats) och den tidigkristna Helige Antonius Eremitens kyrka från 500-talet.[42] År 1387 gravsattes den kroatisk-ungerska drottningen Jelena Kotromanić i kyrkan.[42] Hennes kvarlevor fördes dock senare till basilikan i ungerska Székesfehérvár.[42]
- Sankt Dominicus kloster och kyrka – Dominikanernas kloster och klosterkyrka är belägna strax väster om Landsporten i Gamla stan.[43] Klosterbyggnaden bär sina rötter från år 1244.[44] Kyrkan invigdes år 1280[45] och bär stildrag från gotiken.
- Sankt Donatus kyrka – Kyrkan uppfördes på 800-talet[46] och byggdes på platsen för ett gammalt romerskt tempel tillägnat gudinnan Juno. Inledningsvis tillägnades kyrkan den Heliga Treenigheten men döptes senare om för att hedra dess grundare – biskop Donatus.[46] Sankt Donatus-kyrkan är möjligtvis Zadars mest kända kyrkobyggnad och en av stadens symboler.[47] Den avbildas i grafisk form och miniatyrkopior i olika material säljs ofta som souvenirer. Kyrkobyggnaden står vid Forum och är ett av de bästa exemplen på bysantinsk arkitektur i Zadar. Sankt Donatus kyrka är sedan länge dekonsekrerad och till följd av byggnadens extraordinära akustiska egenskaper används den ofta till musikaliska evenemang.[46]
- Profeten sankt Elias kyrka – Zadars enda serbisk-ortodoxa kyrka uppfördes på 1500-talet på platsen för en medeltida romersk-katolsk kyrka med samma namn.[48] Den byggdes om i slutet av 1700-talet och bär stildrag från senbarocken.[48] Kyrkans skattkammare innehåller en rik kollektion av ikoner från 1500–1700-talet.[48]
- Sankt Franciskus kloster och kyrka – Franciskanernas kloster och klosterkyrka uppfördes på 1200-talet och är belägna i den nordvästra delen av Gamla stan.[49] Kyrkan invigdes år 1280 och bär stildrag från gotiken.[50] År 1358 undertecknades freden i Zadar i dess sakristia.[49][50]
- Sankt Mikaels kloster och kyrka – Franciskanerna av tredjeordens kloster och klosterkyrka är belägen i den mellersta delen av Gamla stan. Den ursprungligen romanska kyrkan från 1100-talet[51] antog på 1300-talet gotiska stildrag.[52] I kyrkans innehav finns flera värdefulla målningar.[52]
- Sankt Symeons kyrka – Ursprungligen en tidigkristen kyrka (omnämnd år 1190).[53] Senare ombyggd i gotiskt stil.[54] Nuvarande utformning i så kallad provinsiell barock.[54] I kyrkan finns Sankt Symeons skrin – ett relikvarium som tillkom åren 1377–1380 på uppdrag av den ungersk-kroatiska drottningen Elisabet.[53] Sarkofagen sägs innehålla Sankt Symeons kvarlevor.[53][54]
- Sankta Anastasias katedral – Zadars romersk-katolska katedral.[55] Den uppfördes i omgångar under 1100- och 1200-talet men vilar på grunderna av en äldre kyrka från 800-talet och 1000-talet.[55] Katedralen bär stildrag från romaniken och är Dalmatiens största kyrkobyggnad.[56]
- Sankta Marias benediktinkloster och kyrka – Klostret uppfördes år 1066 och klosterkyrkan år 1091.[57] Kyrkan uppfördes ursprungligen i förromansk stil men bär idag stildrag från renässansen. I klostret finns den permanenta utställningen "Zadars guld och silver" – en samling bestående av omkring 200 objekt från 700–1700-talet.[57]
- Stomorica-kyrkan – En kyrkoruin belägen i den västra delen av Gamla stan. Av den forna förromanska kyrkan kvarstår endast grunden som till sin utformning påminner om en nyckel – enligt traditionen Sankte Pers nycklar.[58]
- Vår Fru av Hälsans kyrka – Ursprungligen uppförd på 1700-talet.

#### Statyer, skulpturer och offentlig konst

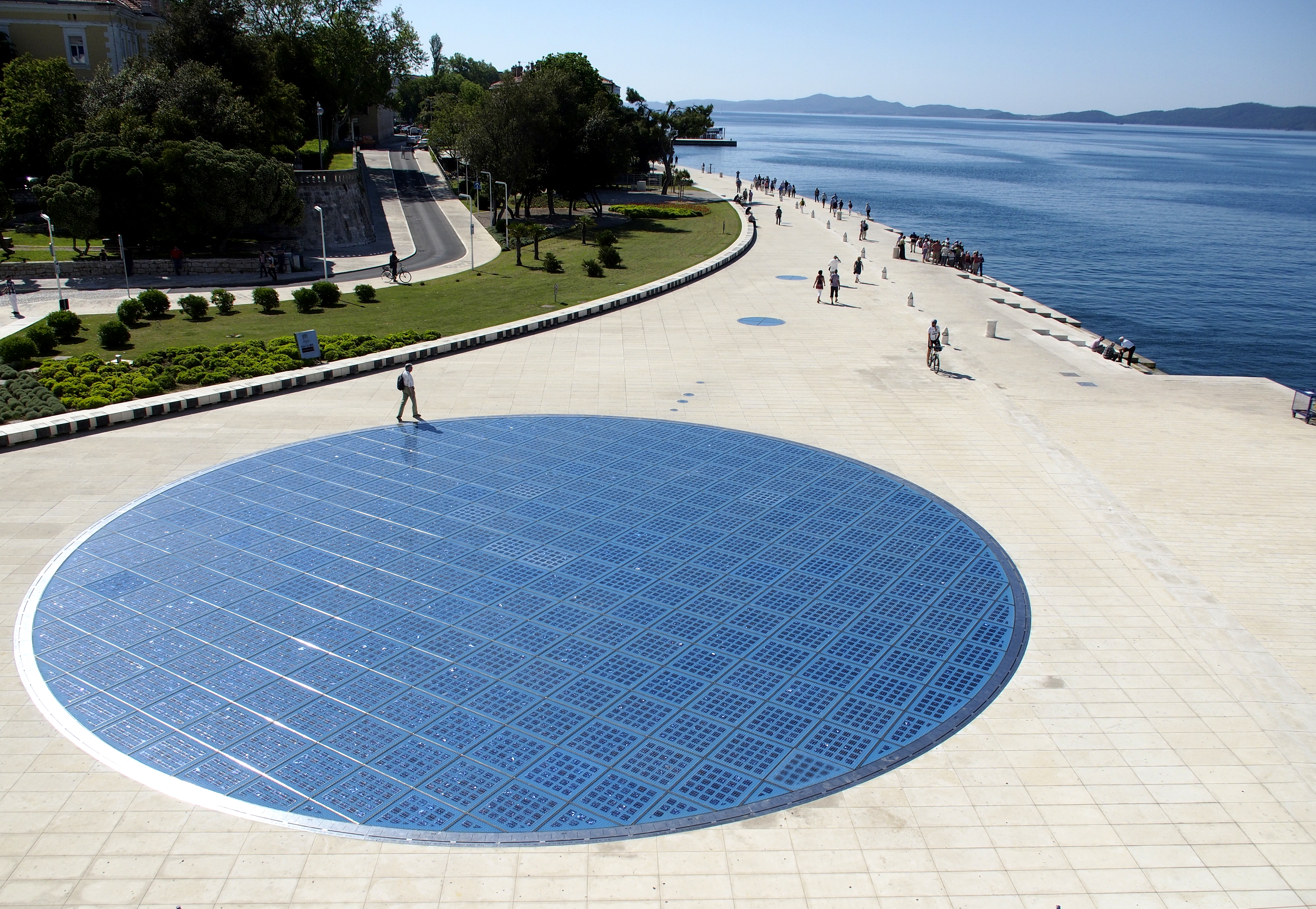
Solhälsningen år 2012.

- Havsorgeln – En internationellt prisbelönad[59] konstinstallation och turistattraktion på Zadars strandpromenad i den nordvästra delen av Gamla stan. Med havsvågornas hjälp pressas luft in i rör som finns inbyggda under hamntrapporna mot havet. Av energin ger rören ifrån sig slumpmässiga men harmoniska toner.
- Solhälsningen – En arkitektonisk konstinstallation och turistattraktion belägen bredvid Havsorgeln på Zadars strandpromenad. Installationen består av 300 glasplattor.[60] Under glasplattorna finns solpaneler som under dagen absorberar solljus. Solljuset omvandlas till energi som vid mörkrets inbrott återges som ljus.
- Sfinxen – En replik av en egyptisk sfinx. Den tillkom år 1918[61] och tillverkades av den lokale konservatorn och målaren Giovanni Smirich (Ivan Smirić). Han lät uppföra den i hyllning till sin för tidigt bortgångna hustru Attilia.[62] Sfinxen står i en park i anslutning till Villa Attilia vid Maestralviken i stadsdelen Brodarica.[62] Enligt lokal sägen uppfyller den förälskade pars önskningar.[62]

### Kultur, nöjen och idrott

#### Insignier och symboler
Zadars stadsvapen och stadsflagga är stadens officiella attribut. Stadsvapnets sköldemärke symboliserar Zadars skyddshelgon Sankt Chrysogonus. Sankt Donatus kyrka (avbildad i grafisk form eller utformad i ett material) utgör en informell symbol för staden.

#### Museer, gallerier och utställningar
I Zadar finns flera museer med olika inriktningar, bland annat Zadars arkeologiska museum, Zadars nationalmuseum, Zadars stadsmuseum, Antika glasets museum, Illusionsmuseet, Rektorspalatset och Profeten sankt Elias-kyrkans skattkammare.

#### Sportutövning och sportanläggningar

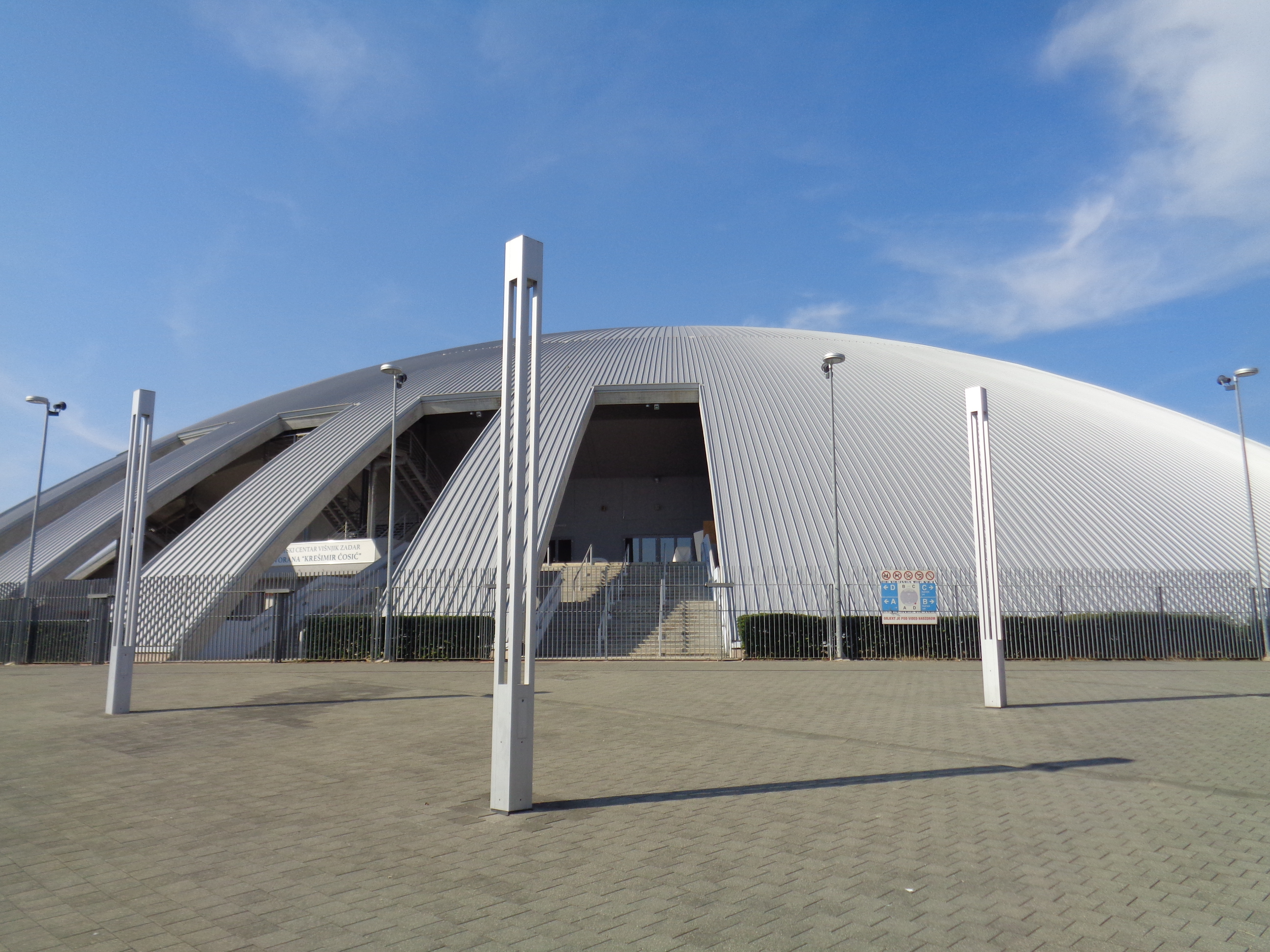
Zadars främsta idrottsarena (Krešimir Ćosić-hallen) år 2018.

"Športska zajednica Grada Zadra" (Staden Zadars sportförening) grundades år 1996 och är paraplyorganisationen för stadens idrottsföreningar. Föreningen som arbetar för och uppmuntrar till sportutövning i Zadar samlar 174 lokala idrottsföreningar. Totalt finns 53 sporter representerade inom föreningen.
Krešimir Ćosić-hallen invigdes år 2004 och är Zadars största och främsta idrottsarena. Stanovistadion är stadens främsta fotbollsanläggning och Jazinehallen är en sporthall som används uteslutande för basket. Därtill finns flera mindre sportobjekt i Zadar, bland annat Ravnices sport- och rekreationscenter, Kolovares utomhusbassänger, Mocires bowlinghall, Mocires skjutbana, Mocires sport- och rekreationscenter, Višnjiks atletiska stadion, Zadars tennisbanor med flera.
Till stadens mest framgångsrika sportklubbar räknas HNK Zadar (fotboll), KK Zadar (basket) och RK Zadar (handboll). Flera internationellt kända sportprofiler är födda i Zadar, däribland fotbollsspelarna Luka Modrić, Danijel Subašić, Dominik Livaković och Dado Pršo samt handbollsspelaren Ivan Ninčević.
År 2009 var Zadar en av städerna som stod värd för världsmästerskapet i handboll för herrar.

#### Teatrar och biografer
Nationalteatern med rötter från år 1945 är Zadars främsta teaterscen. Teaterhuset är beläget på gatuadressen Široka ulica 8. Zadars dockteater grundades år 1951 och är belägen på adressen Sokolska 1. I köpcentret City Galleria finns biografen CineStar. Projektbiografen "Kino Zona" visar film året runt på gatuadressen Poljana Šime Budinića 3. Under sommarmånaderna organiserar Kino Zona därtill friluftsbiograf vid Poljana Branka Stojakovića (Branko Stojakovićs torg).

### Hälsa och sjukvård
Zadars allmänna sjukhus är stadens och Zadars läns centralsjukhus. Sjukhusets huvudbyggnad är belägen på gatuadressen Ulica Bože Peričića 5.

### Utbildning och forskning

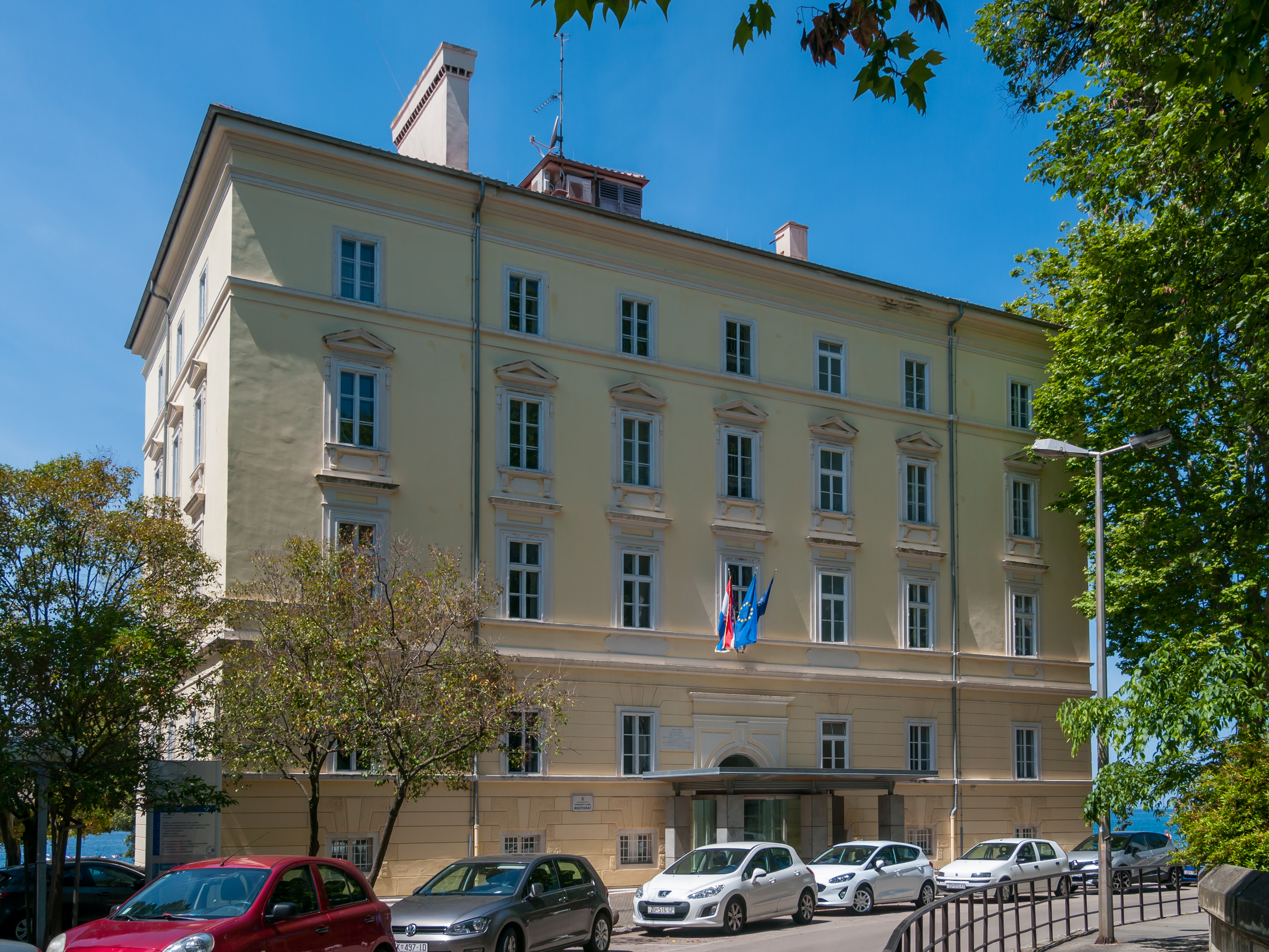
Universitetet i Zadars rektorat år 2019.

I Zadar finns 13 grundskolor varav 10 drivs i stadens regi och 3 är privata gundskolor. Utöver grundskolorna finns 16 gymnasieskolor och ett universitet (se Zadars universitet).

### Matkultur
Körsbärslikören Maraschino kommer ursprungligen från Zadar. Den framställdes i staden redan på 1500-talet utifrån ett recept som tagits fram av stadens dominikanermunkar som företrädesvis använde den som medicin. Fram till år 1945 tillverkades likören av destilleriet Luxardo som ägdes av italienaren Giorgio Luxardo och hans familj. När Zadar intogs av kommunistiska partisaner flydde dock Luxardo liksom många andra italienare och italienskspråkiga till Italien och fortsatte sin tillverkning i Padova. Idag tillverkas kroatisk Maraschino närmast uteslutande av stadens och Kroatiens största destilleri Maraska.

## Kända personligheter födda i Zadar (urval)
- Juraj Dalmatinac (ca. 1410–1473) – skulptör och arkitekt
- Johanna II av Neapel (1373–1435) – neapolitansk drottning
- Luka Modrić (1985–) – fotbollsspelare
- Emilija Kokić (1968–) – sångerska
- Zoran Primorac (1969–) – bordtennisspelare
- Dado Pršo (1974–) – fotbollsspelare
- Georg von Trapp (1880–1947) – österrikisk riddare och örlogskapten, förebild till Kapten von Trapp i musikalen Sound of Music[74]

## Internationella relationer

### Vänorter
Zadar är vänort med följande orter:
- Reggio nell'Emilia, Italien (sedan 1972).
- Romans-sur-Isère, Frankrike (sedan 1985).
- Fürstenfeldbruck, Tyskland (sedan 1989).
- Székesfehérvár, Ungern (sedan 1997).
- Padua, Italien (sedan 2003).
- Iquique, Chile (sedan 2003).
- Dundee, Storbritannien (sedan 2014).
- Milwaukee, USA (sedan 2015).
- Terézváros, 6:e distriktet i Budapest, Ungern (sedan 2015).

## Bildgalleri

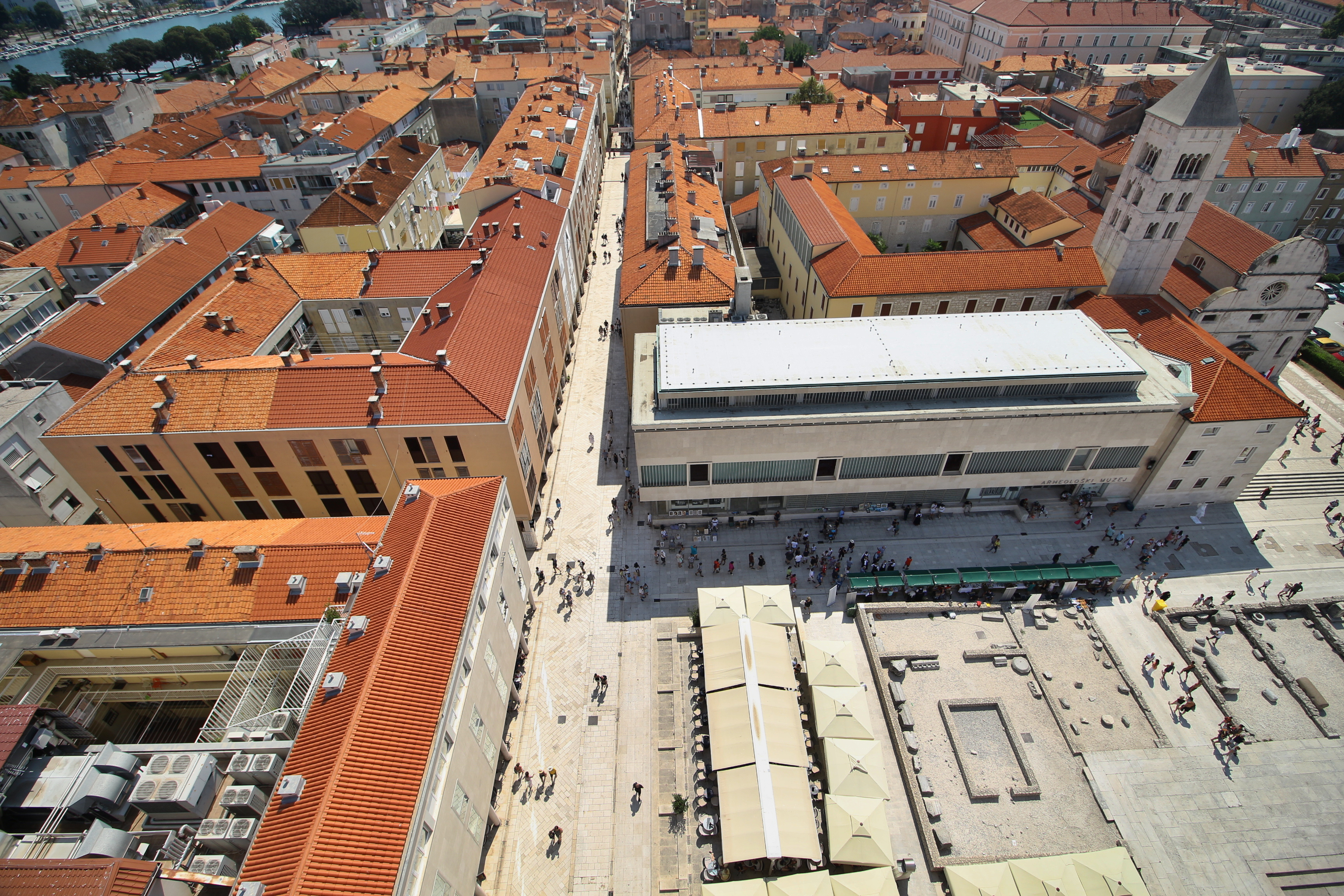
Vy över del av Gamla stan och Zadars huvudgata – Kalelarga.
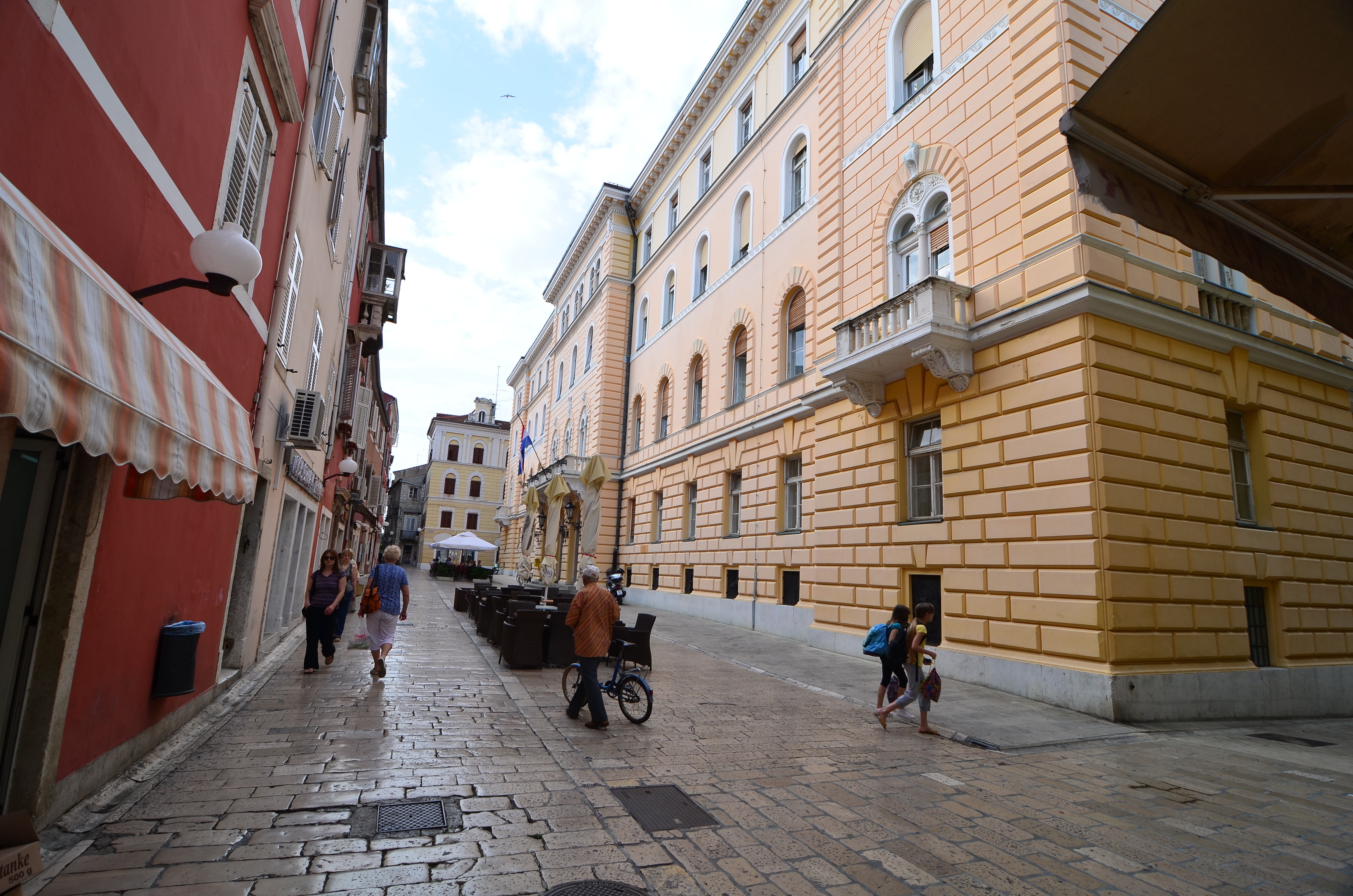
Justitiepalatset
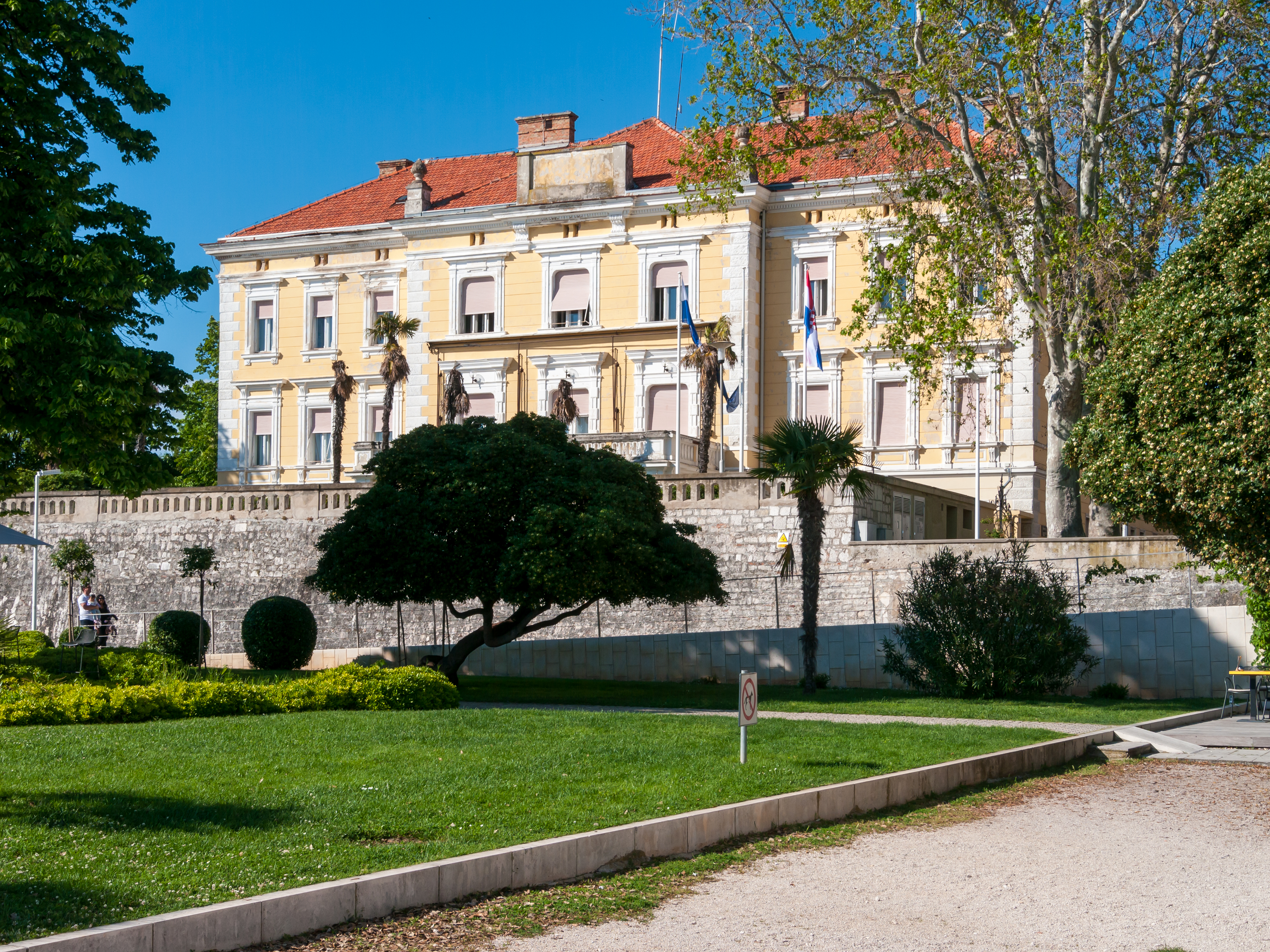
Administrationbyggnaden
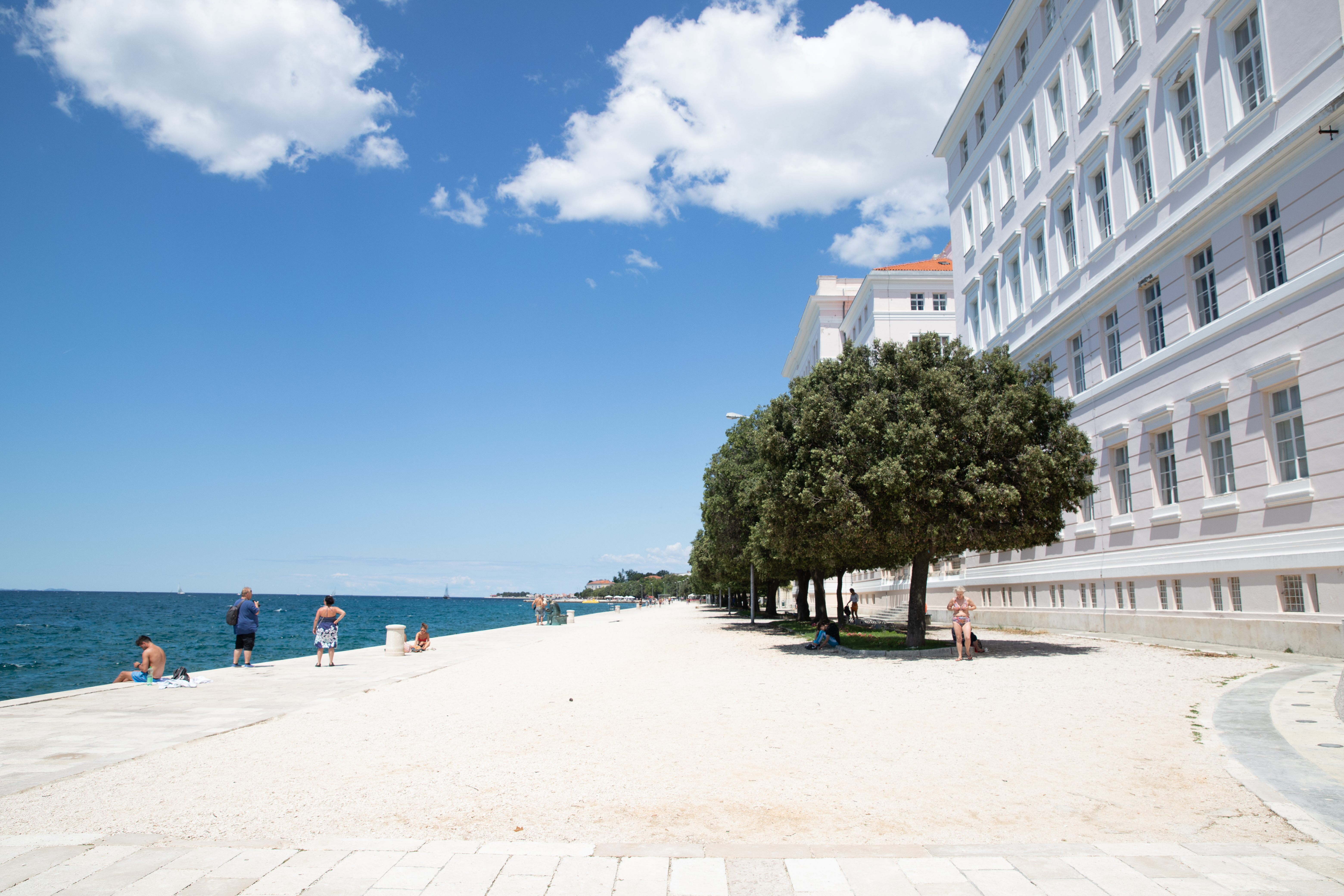
Zadars universitet och del av Zadars hamnpromenad.
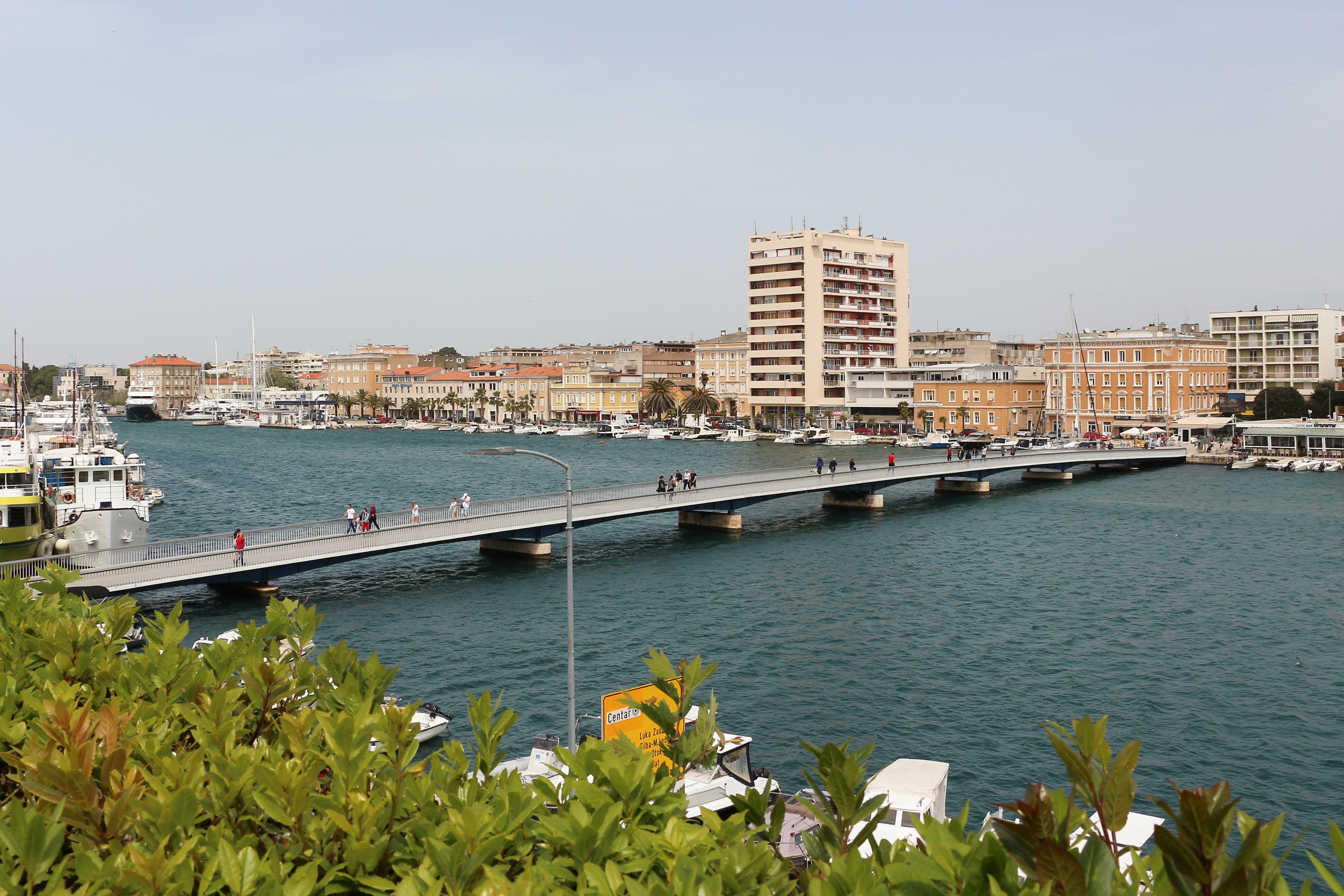
Stadsbron i Zadar som leder från fastlandet till halvön som Gamla stan ligger på.
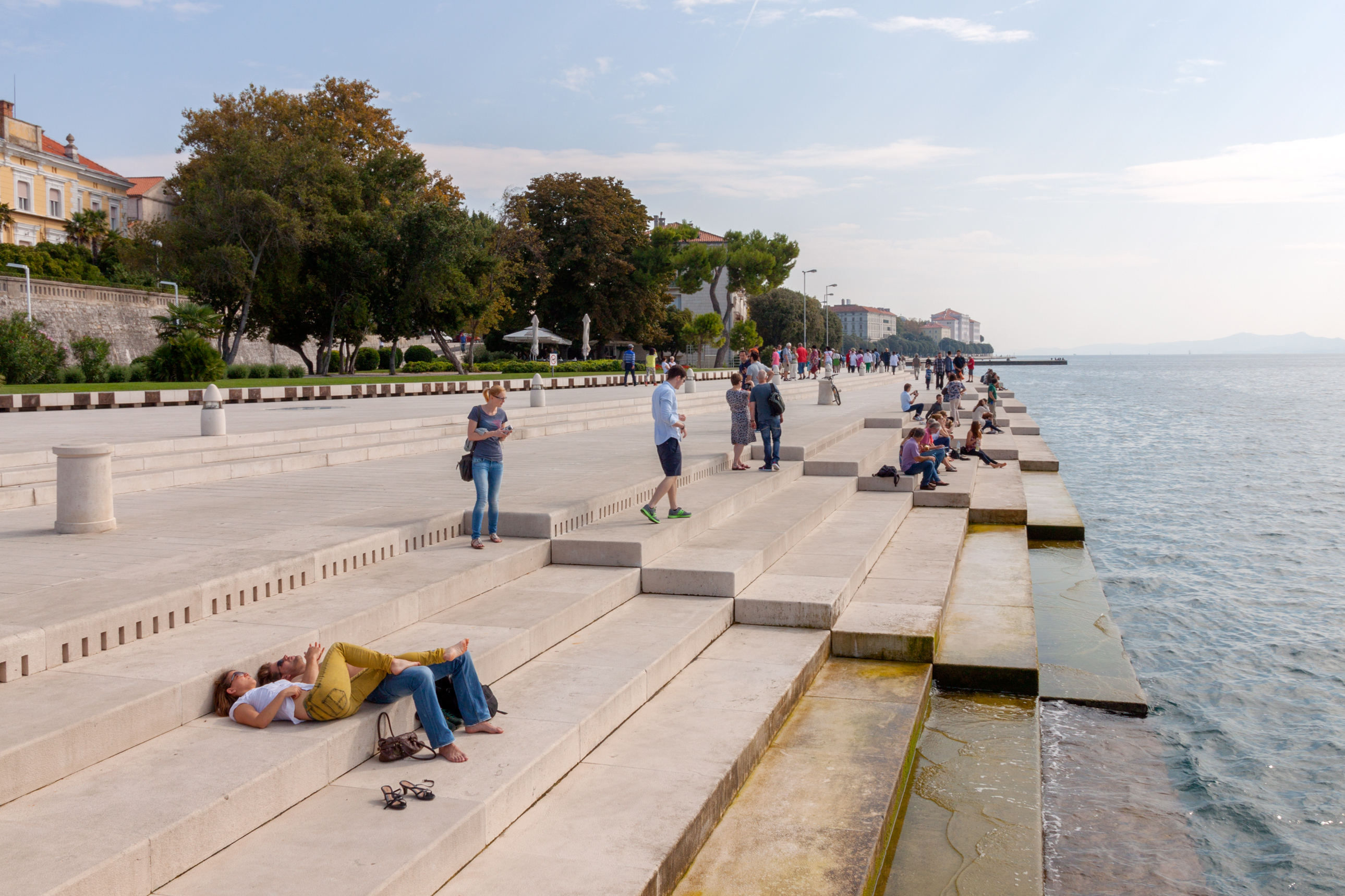
Havsorgeln
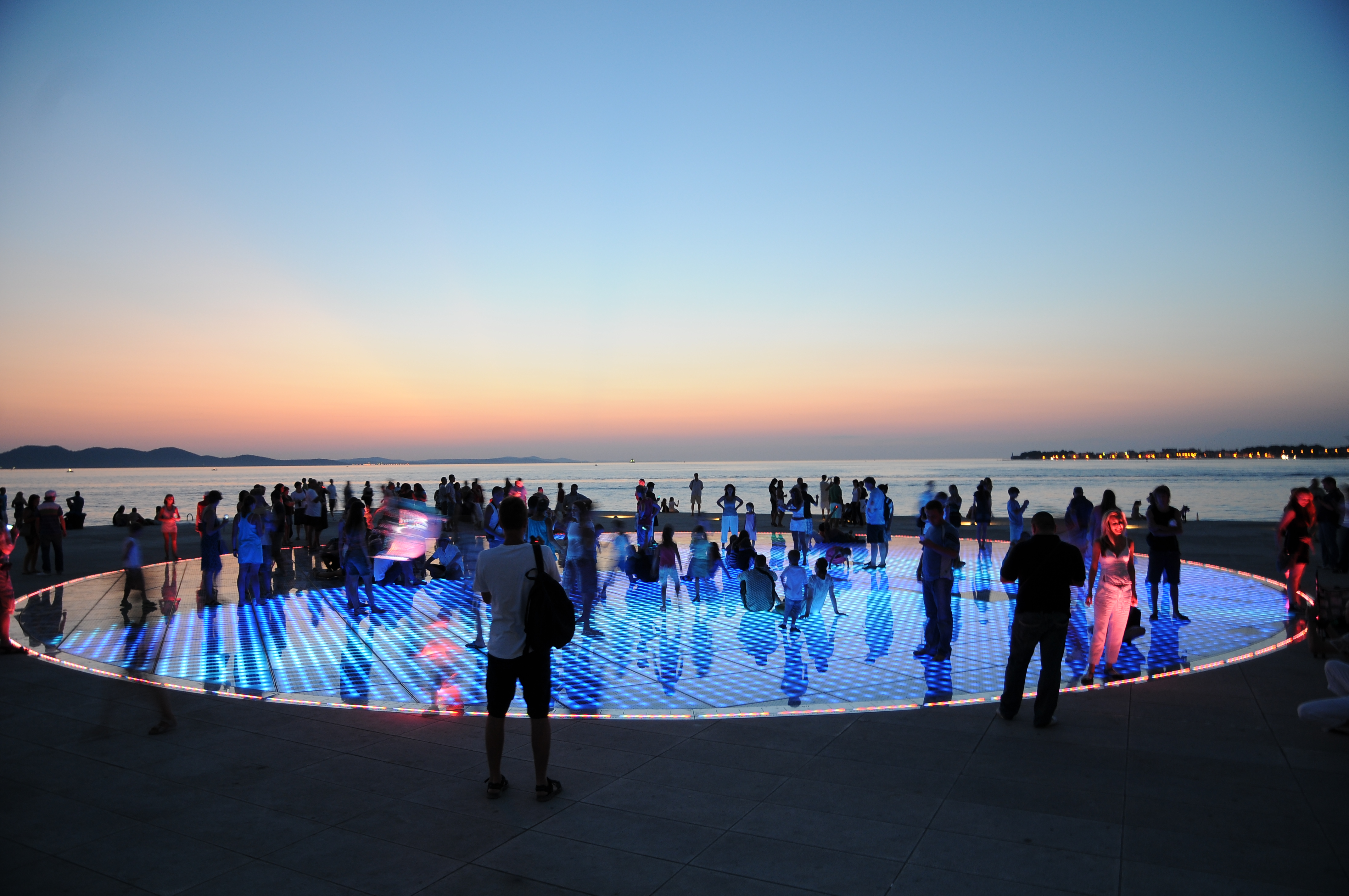
Kvällsvy över Solhälsningen.
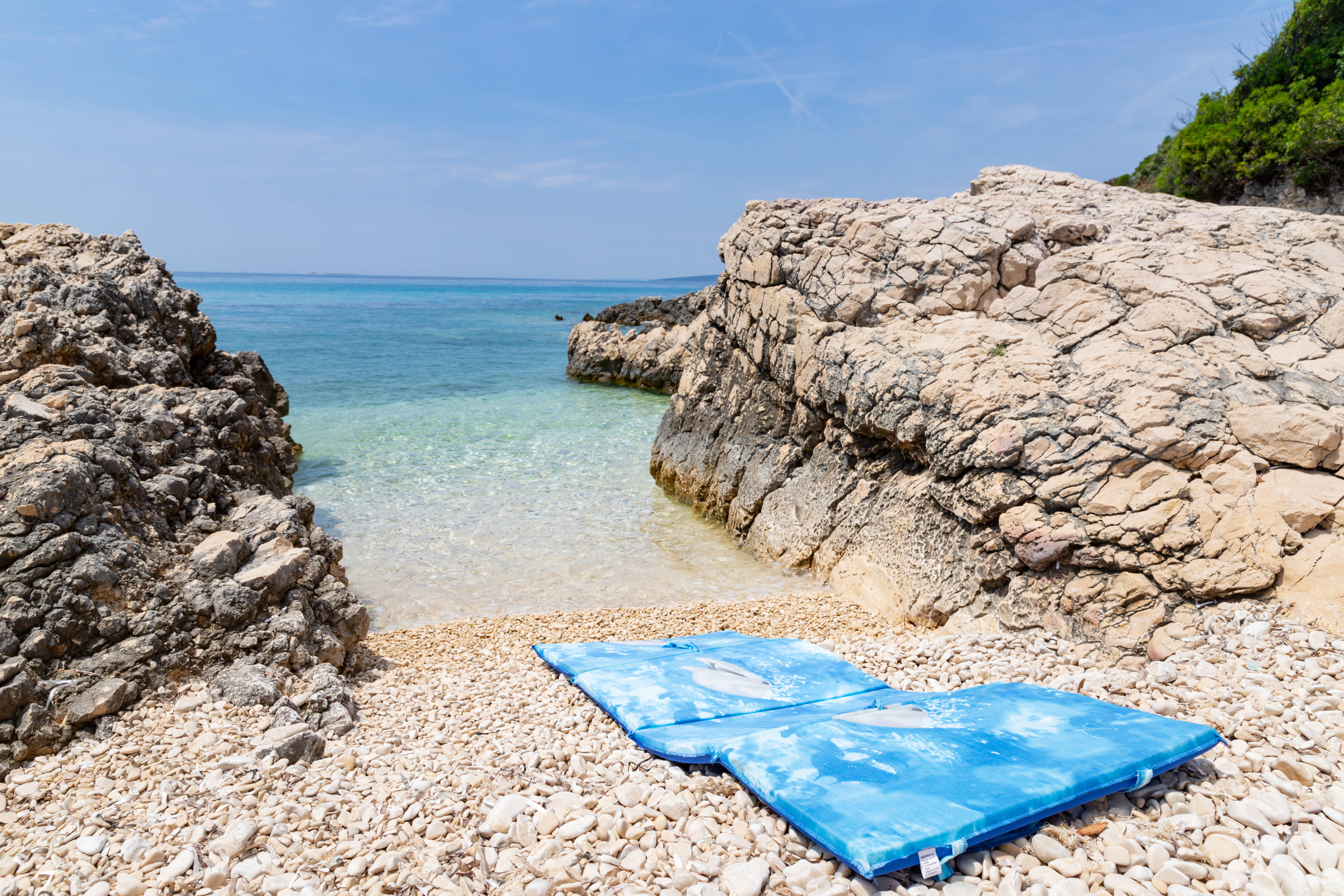
En av många stränder på ön Silba.